# Petites Kyōto
Les Petites Kyōto (en japonais : 小京都, shō-kyōto) sont des quartiers nommés ainsi pour leur ressemblance avec les quartiers historiques de la ville de Kyōto. 

## Aperçu

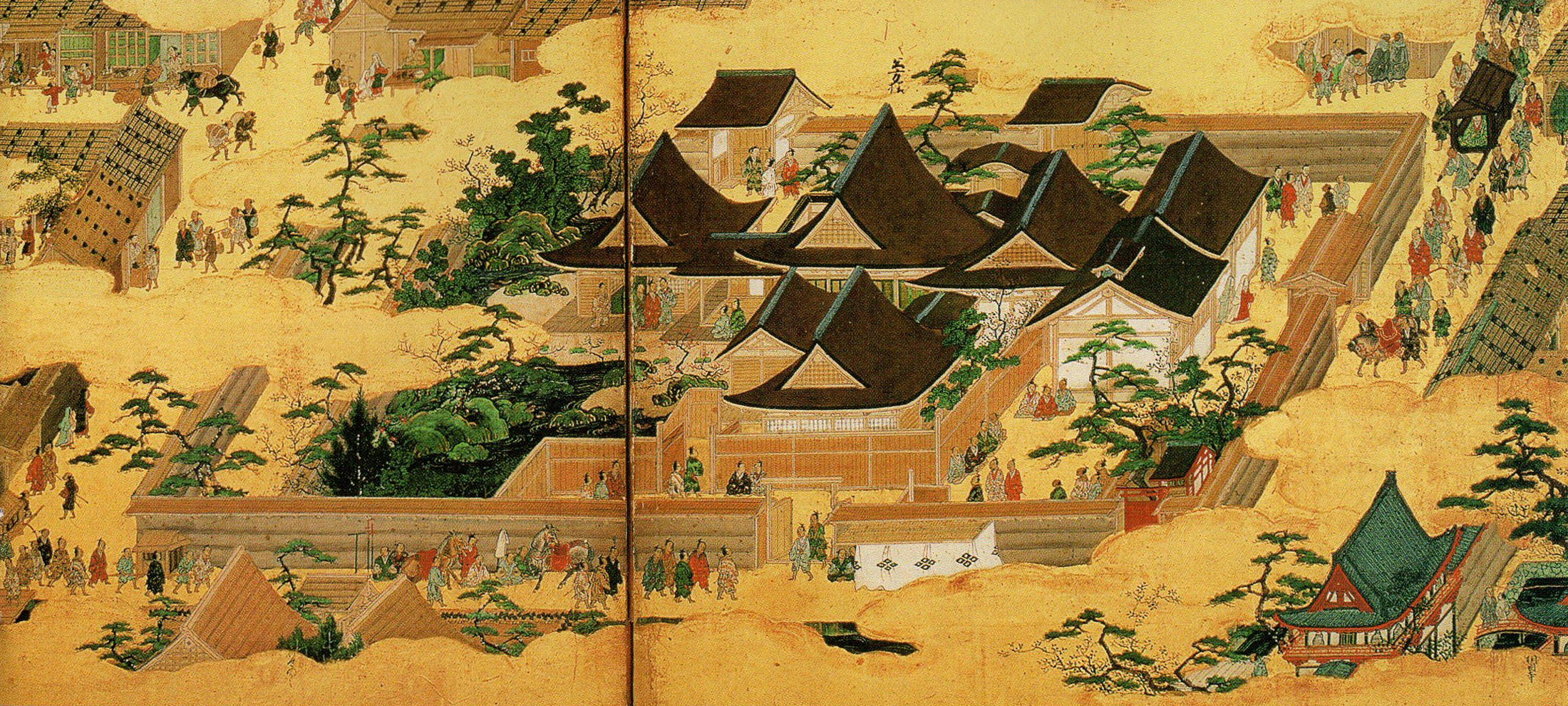
Palais des fleurs (période Muromachi)

Dans tout le Japon, des quartiers construits avant l'époque de Meiji ont conservé le même aspect jusqu'à nos jours, résistant a la modernisation qu'entraîna la Restauration et aux catastrophes et aux bombardements qui frappèrent le Japon lors de la Guerre du Pacifique. Parmi eux, ceux qui évoquent la ville de Kyōto sont nommés petite Kyōto. Cette ressemblance avec l'ancienne capitale du Japon peut en partie s'expliquer par la volonté des shugo-daimyō de l'époque de Muromachi de construire des quartiers en imitant l'architecture de celle-ci,. 

## Congrès National des Kyōto

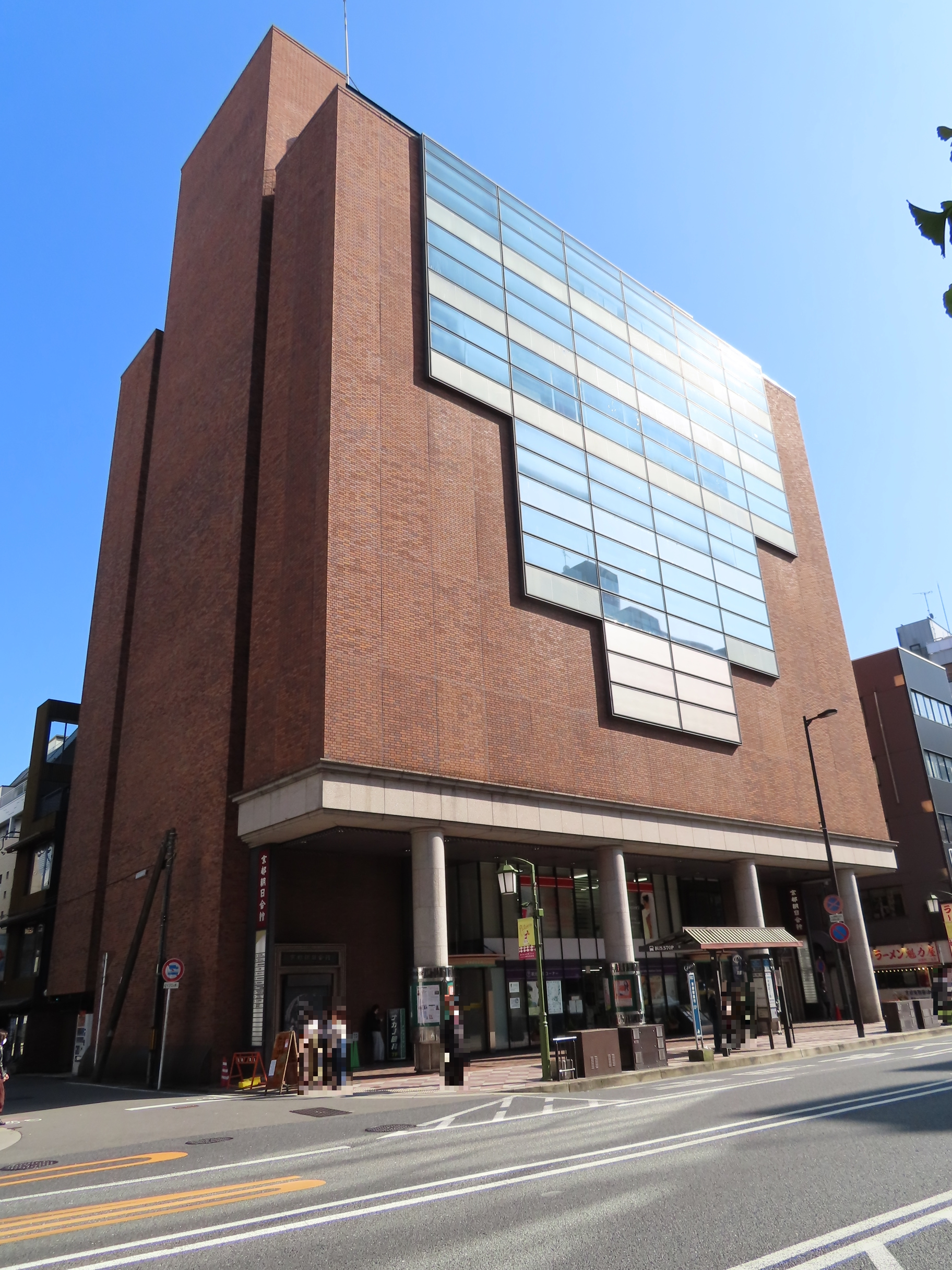
Kyōto Asahi Kaikan, où se trouve le secrétariat du Congrès National des Kyōto

Un organisme, le Congrès National des Kyōto, rassemble les collectivités locales du Japon qui abritent des Petites Kyōto. Toutefois, certaines collectivités ont rejoint le Congrès non pas en raison de leur quartier historique mais pour l'histoire qui les lient à l'ancienne capitale. Aussi, dans un but de promotion touristique, certains quartiers qui ne sont pas inscrits au Congrès se proclament Petite Kyōto. Dans l'usage, l'appellation Petite Kyōto est souvent utilisée pour décrire des quartiers historique, sans distinguer s'ils en sont réellement membres ou non.
Fondé en 1985, le Congrès, dont les bureaux administratifs sont situés au sein de l'Association du Tourisme de Kyōto, debute avec vingt-six membres (villes et bourgs), incluant la ville de Kyōto elle-même. En 1988, il est établi qu'au moins une des trois conditions suivantes doit être remplie pour qu'une collectivité puisse devenir membre : présenter un paysage et une architecture qui ressemble à ceux de Kyōto, partager des liens historiques avec la ville, et abriter une industrie ou un art traditionnel. 
Il est possible de se retirer du Congrès en soumettant une demande de radiation. Le nombre de membres connait un pic de collectivités en 1999, avant que certaines ne se retirent du Congrès. En avril 2021, 40 villes et bourgs font partie des « petites Kyōto ». 

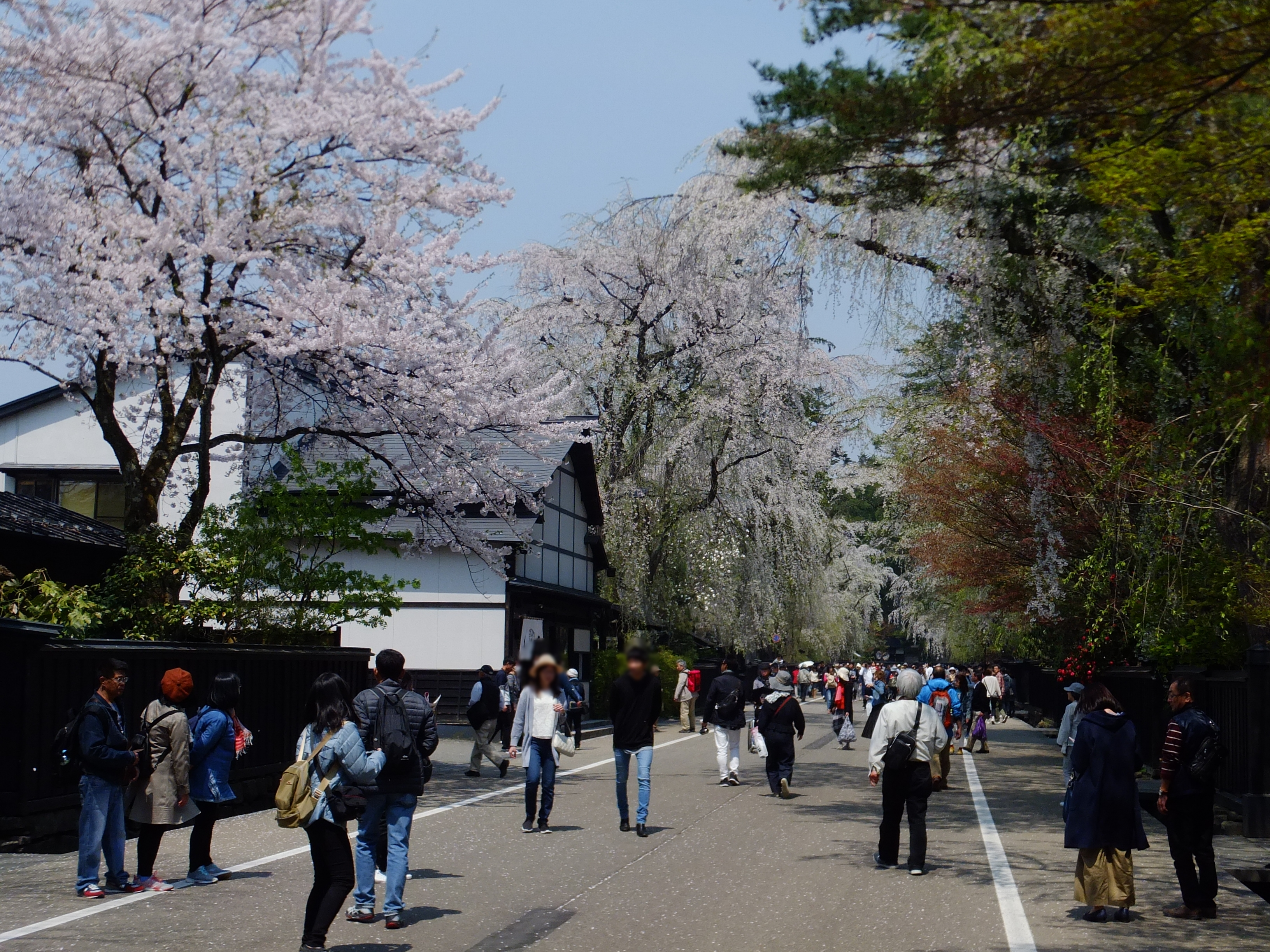
Quartier des samouraïs de Kakunodate à Semboku (Akita)
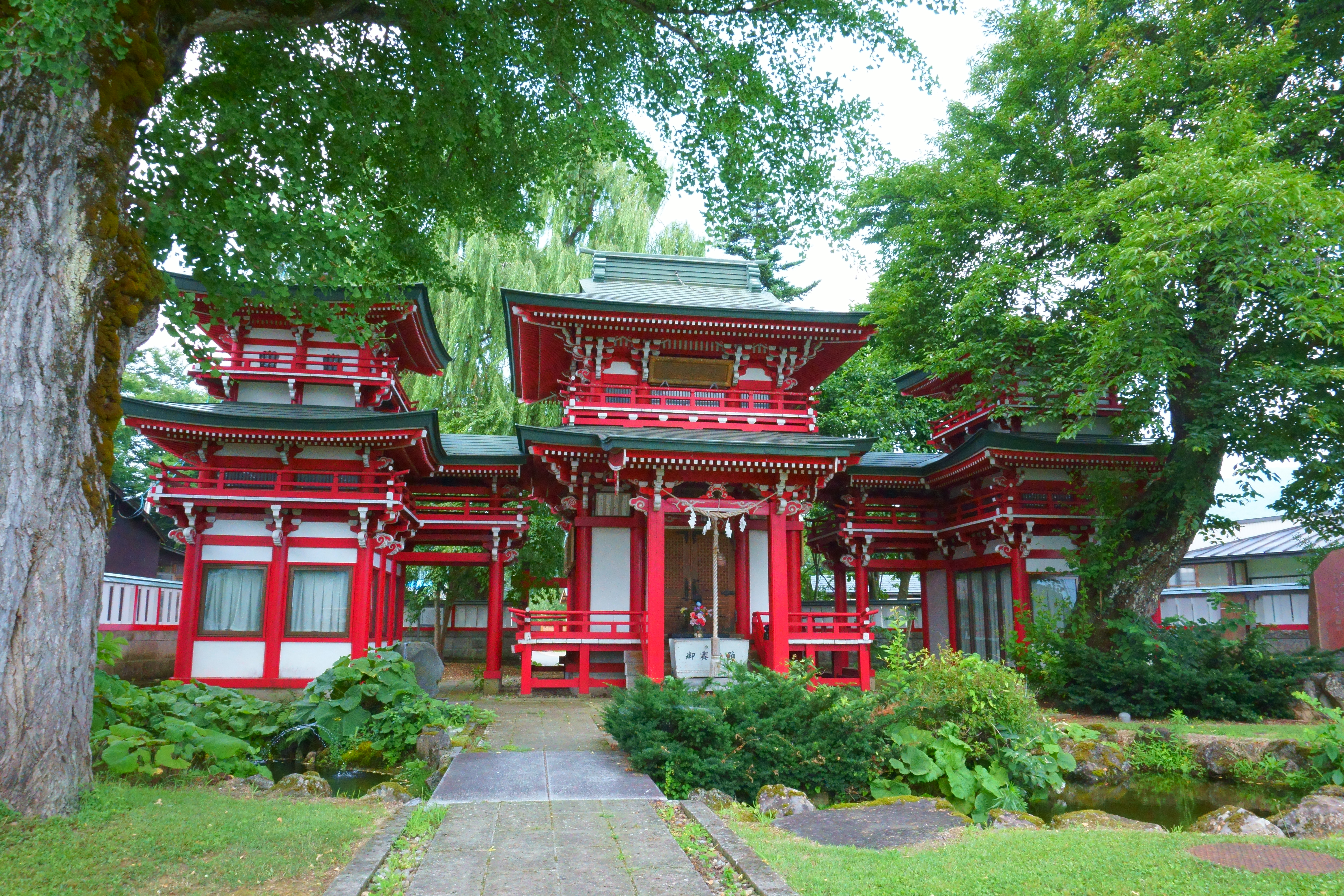
Komachi-dō, Yuzawa (Akita)
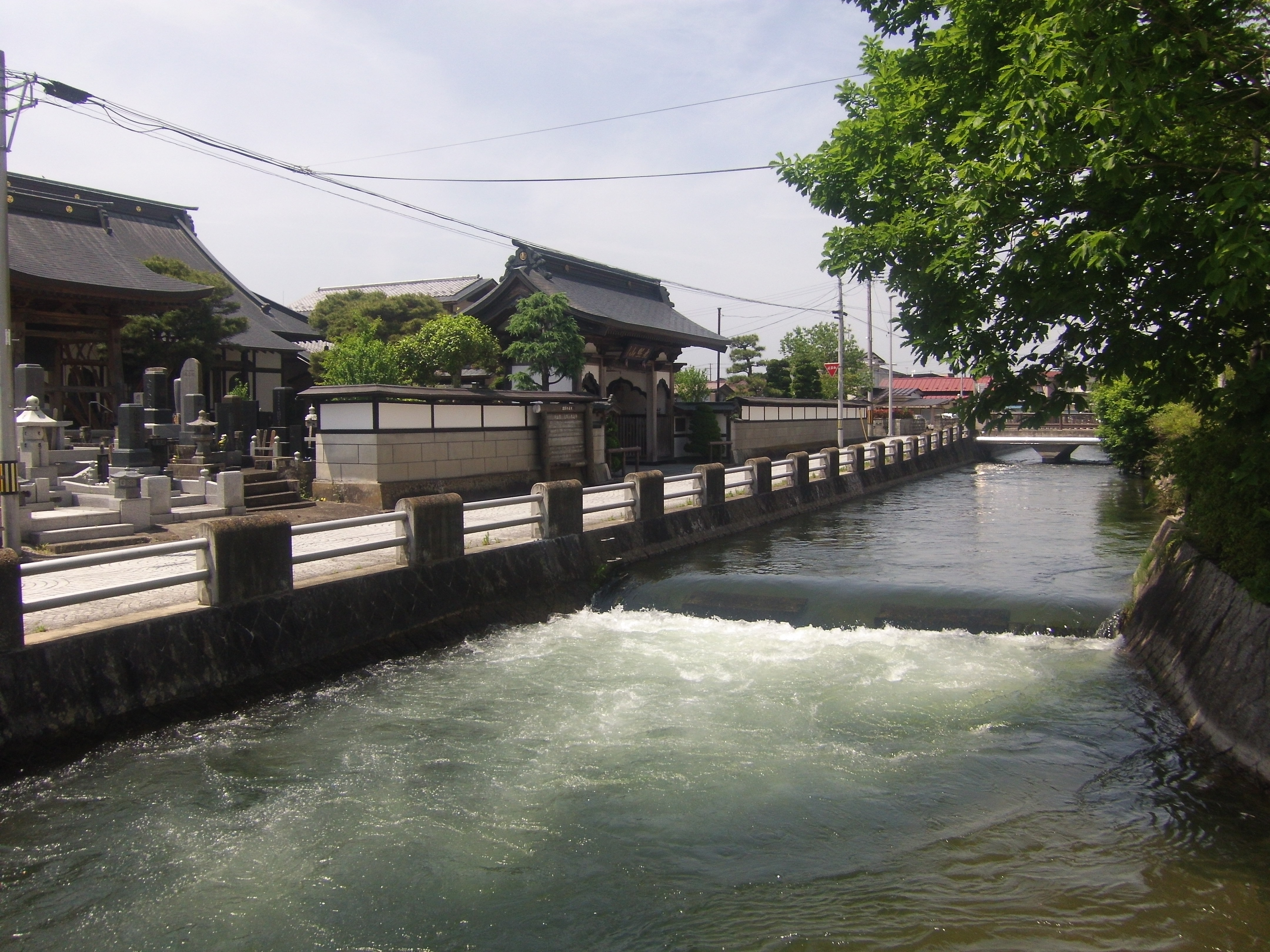
Rivière Uchikawa traversant le quartier historique de Iwadeyama à Ōsaki (Miyagi)
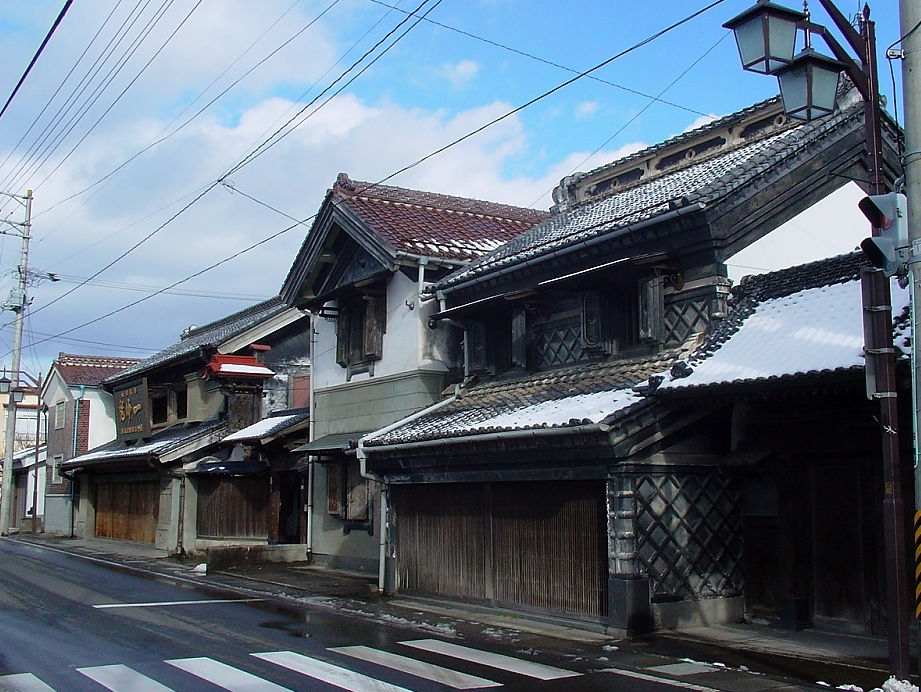
Anciennes maisons de marchands du bourg de Murata (Miyagi)
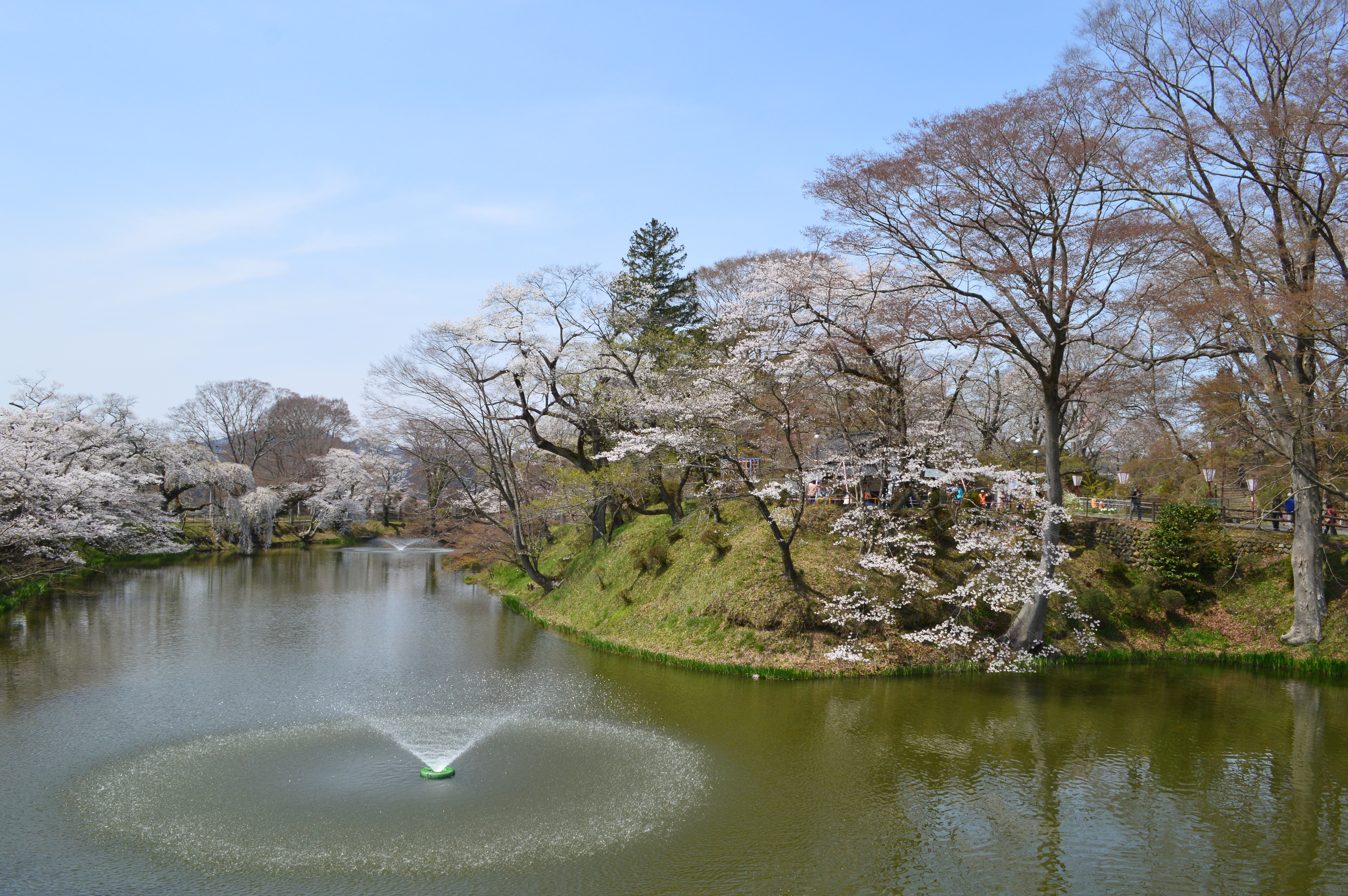
Douves du château de Tanagura (Tanagura, Fukushima)
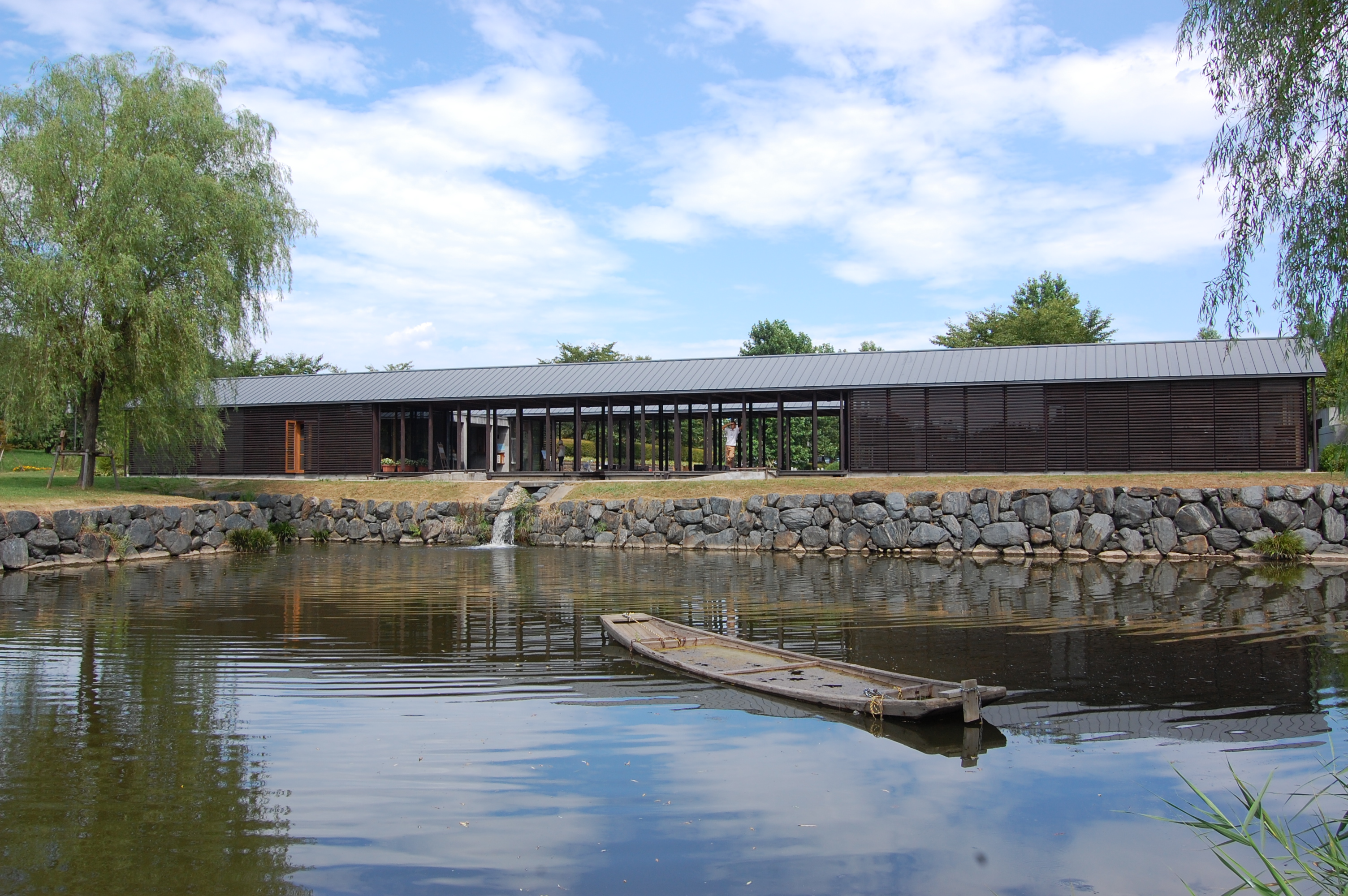
Parc Principal de Koga (Ibaraki)
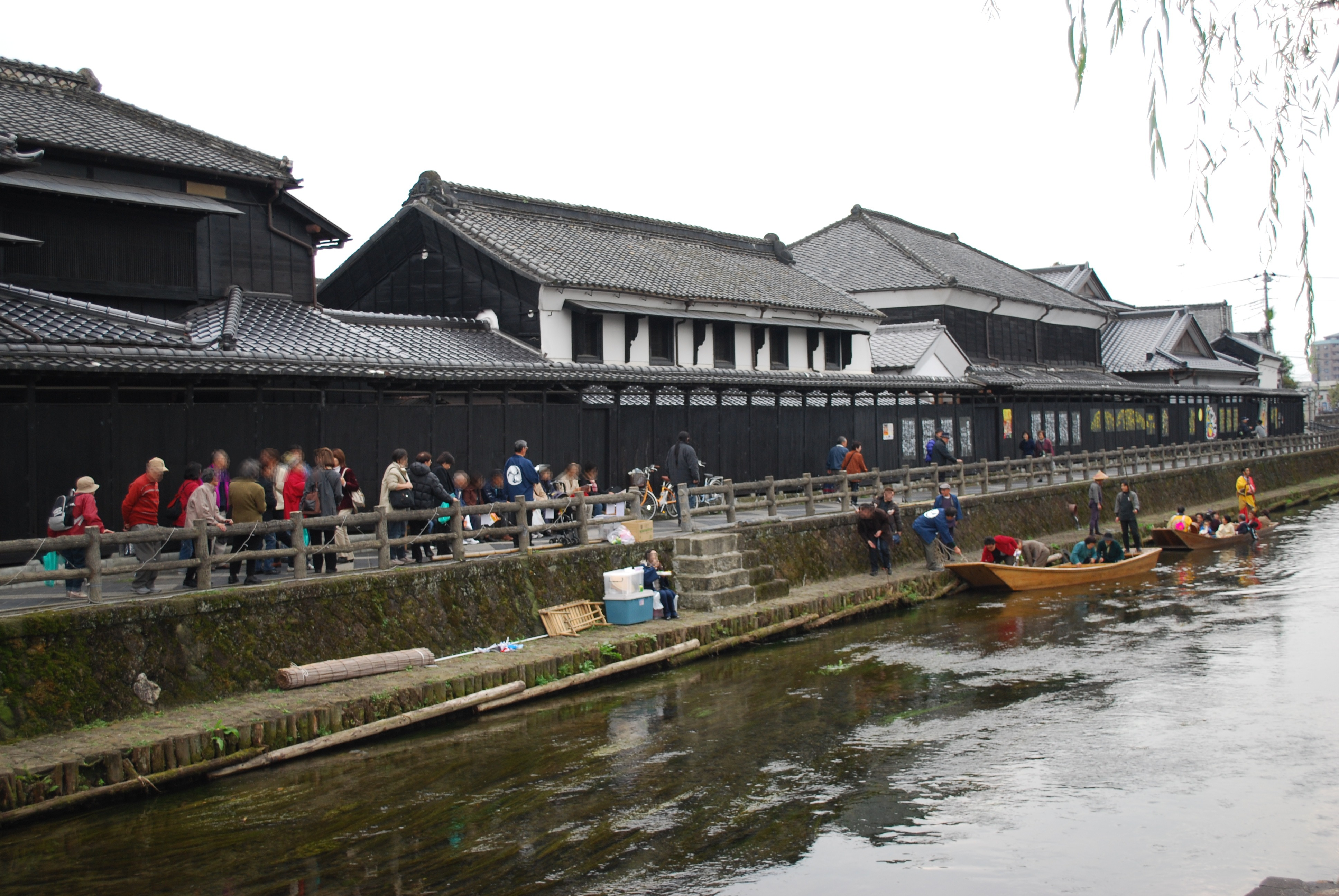
Maisons-entrepôts bordant la rivière Uzumagawa à Tochigi
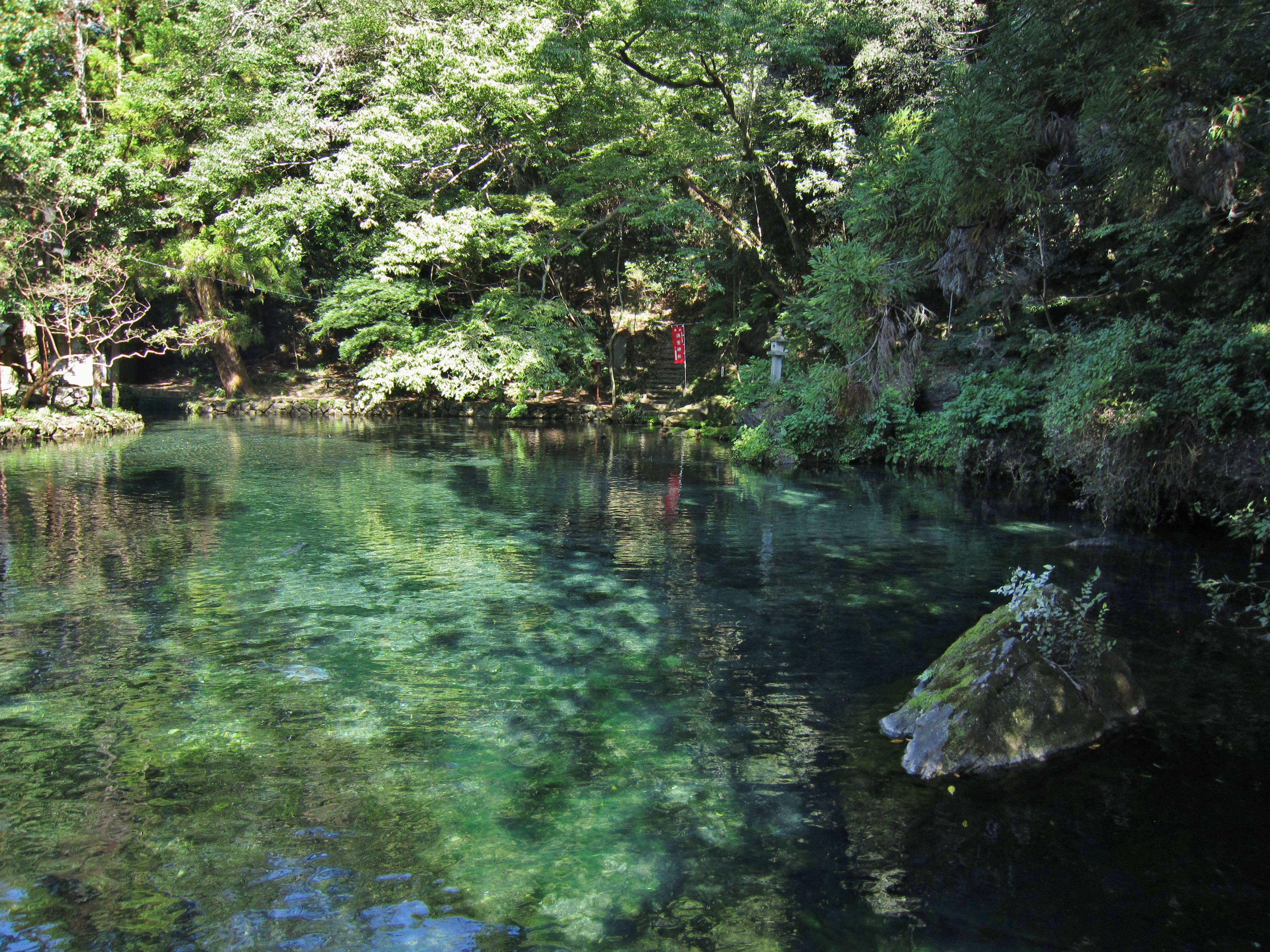
Étang Izuruhara Benten à Sano (Tochigi)
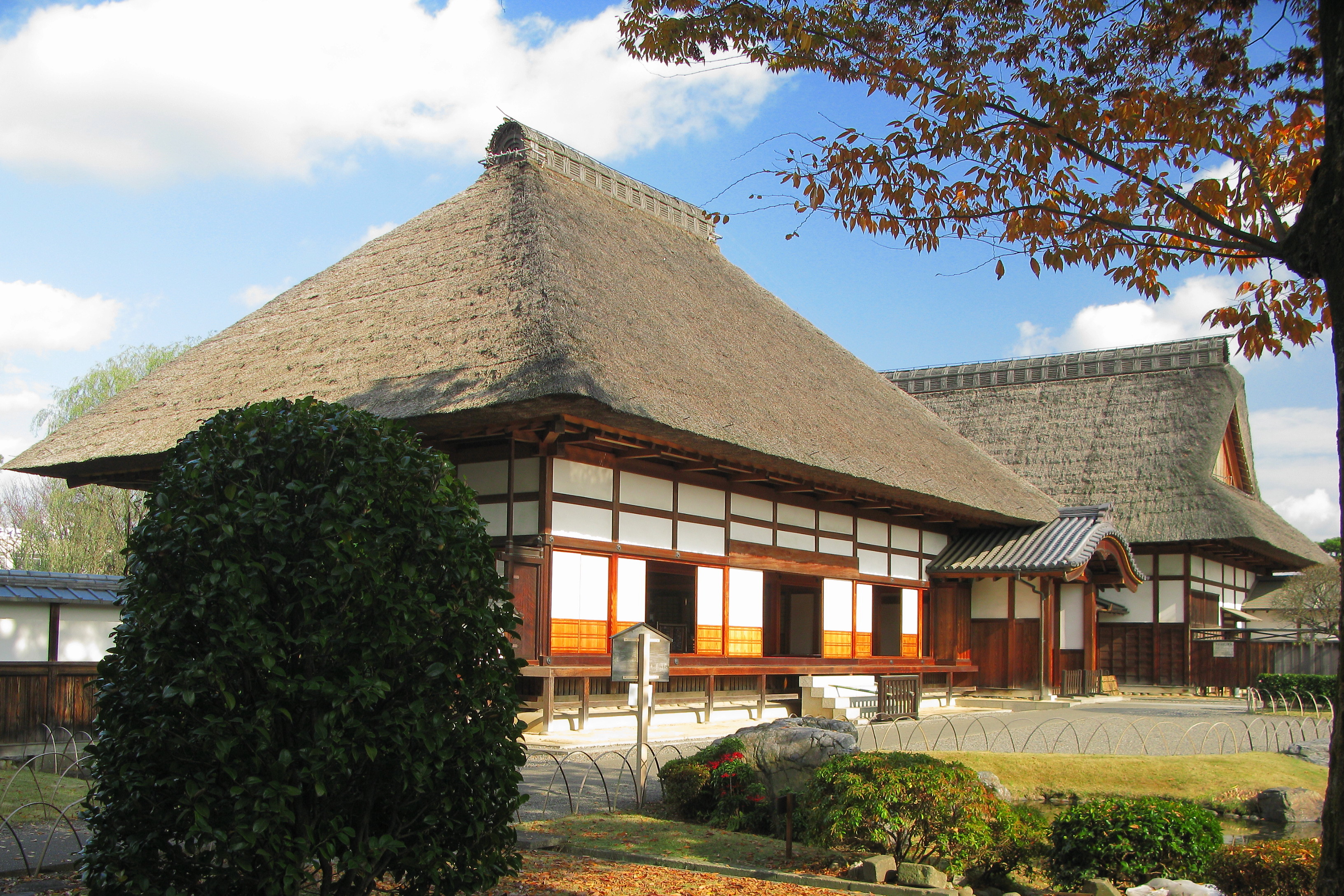
École Ashikaga à Ashikaga (Tochigi)
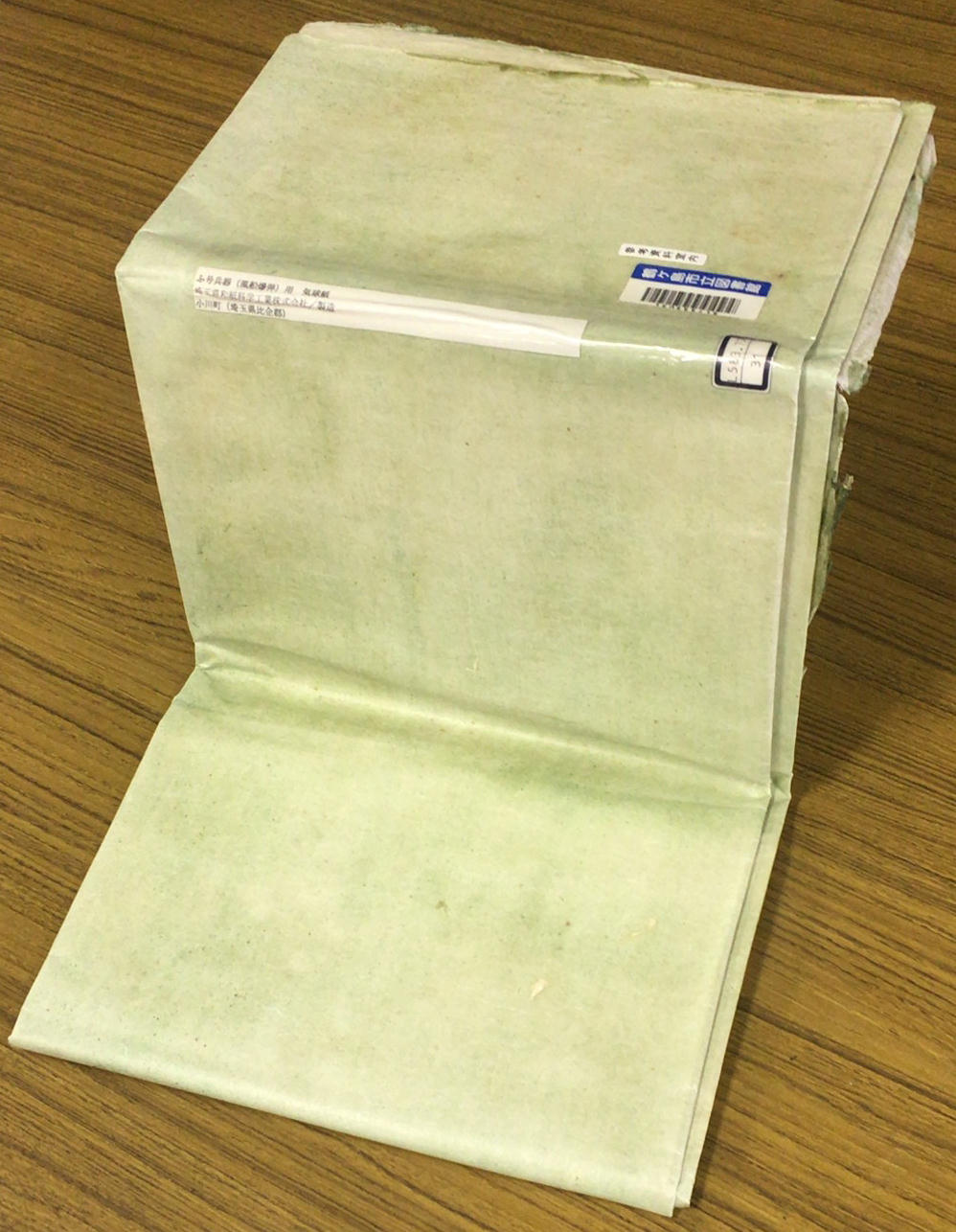
Papier japonais Hosokawa fabriqué à Ogawa (Saitama)
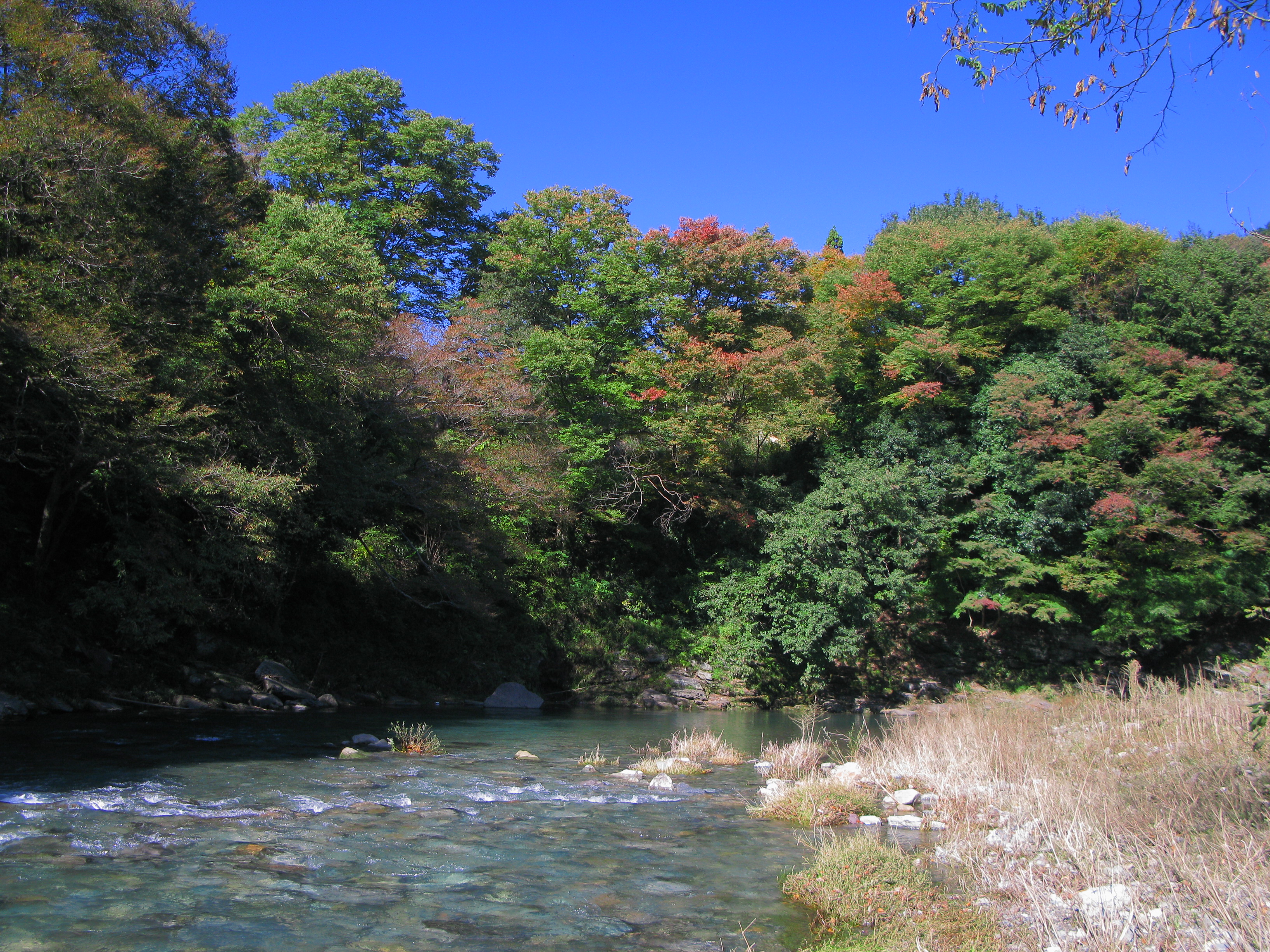
Vallée de Ranzan à Ranzan (Saitama)
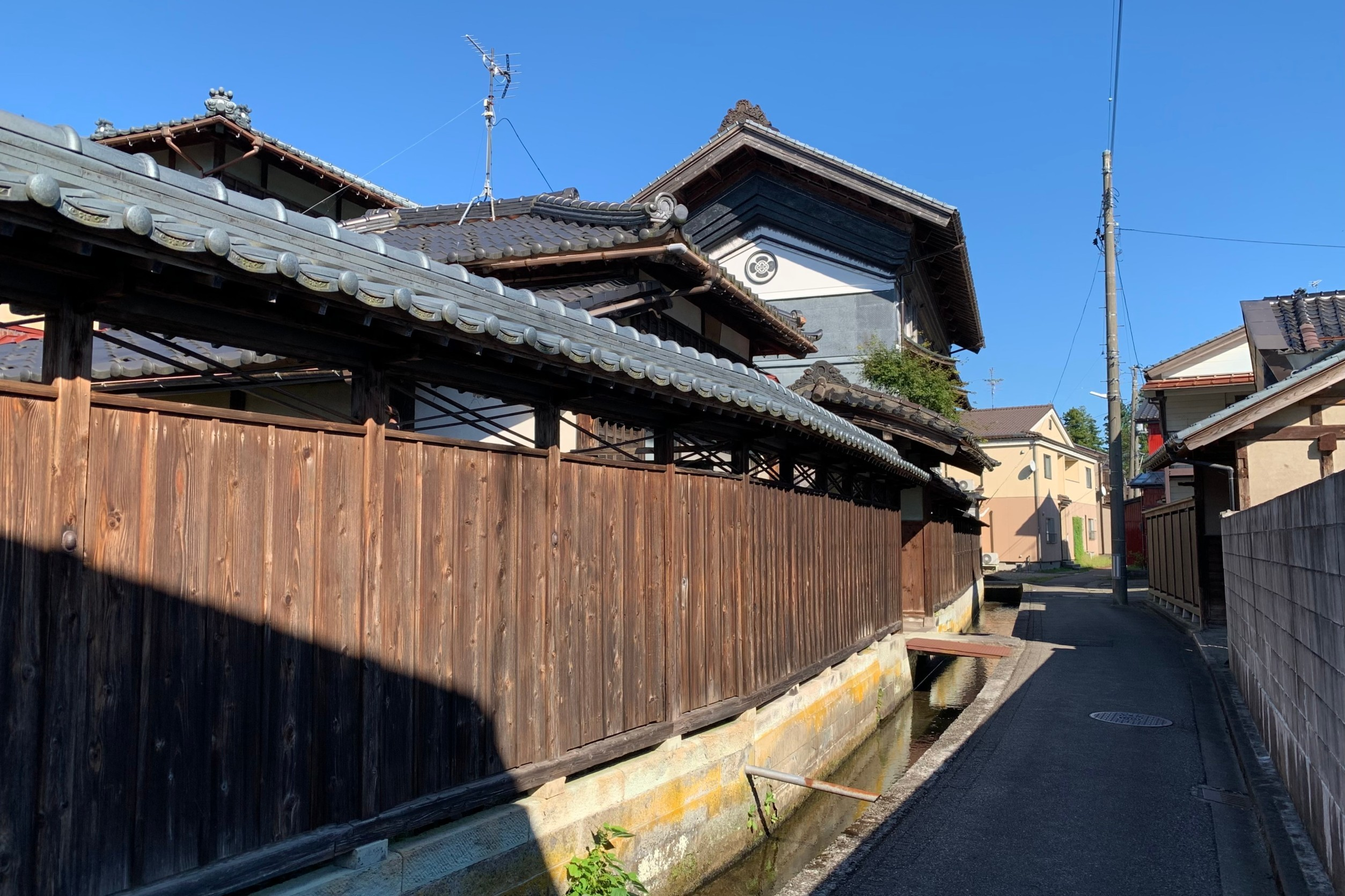
Quartier historique près de la rivière Egawa à Kamo (Niigata)
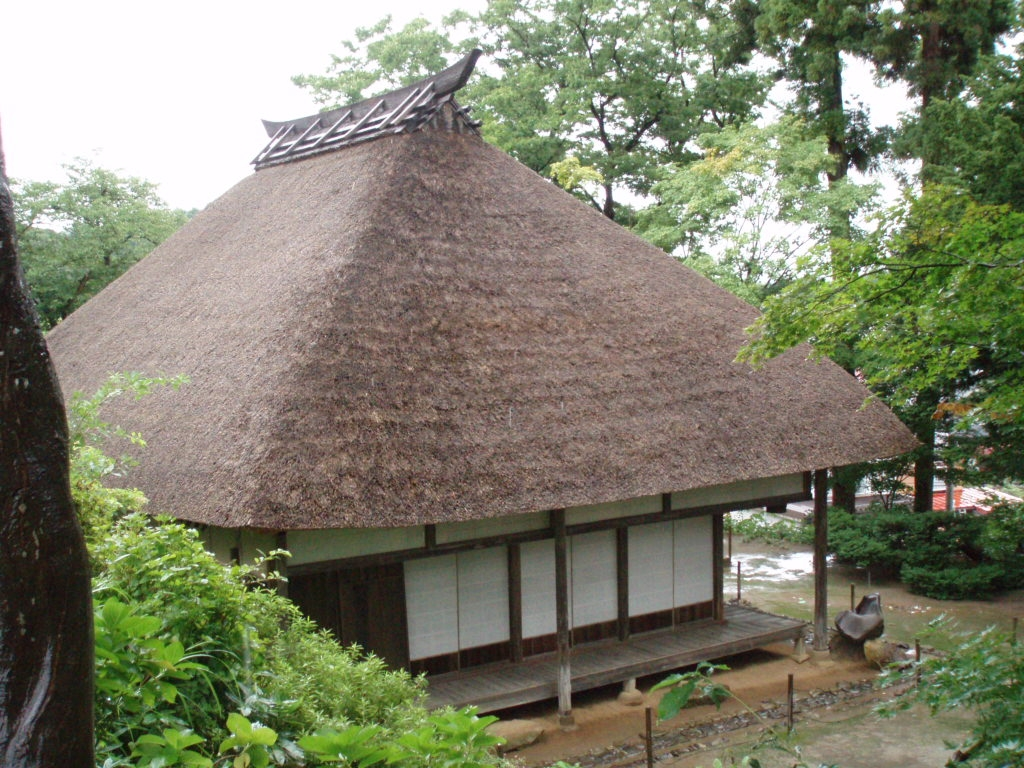
Temple Shōju-an à Iiyama (Nagano)
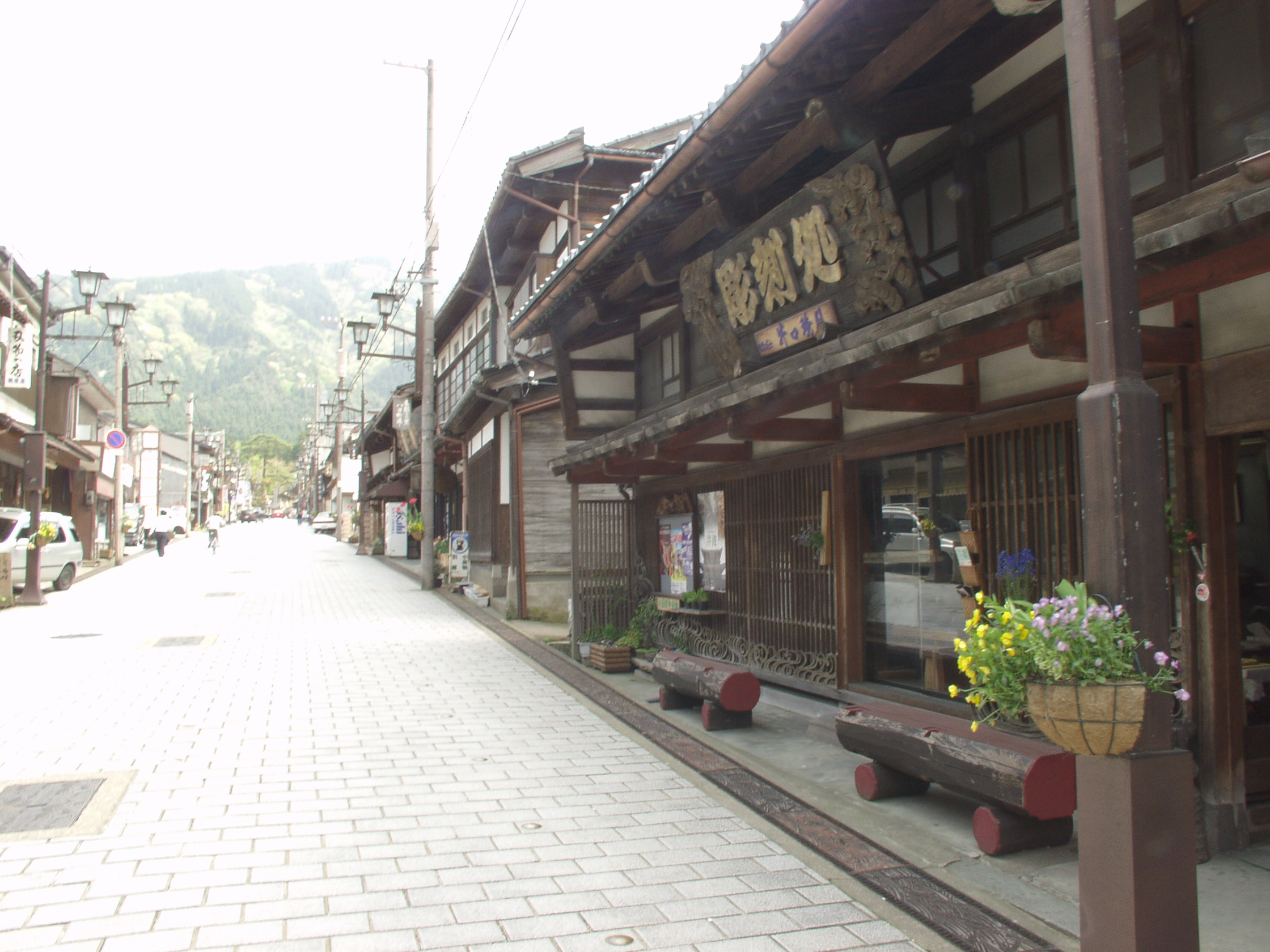
Quartier historique d'Inami à Nanto (Toyama)
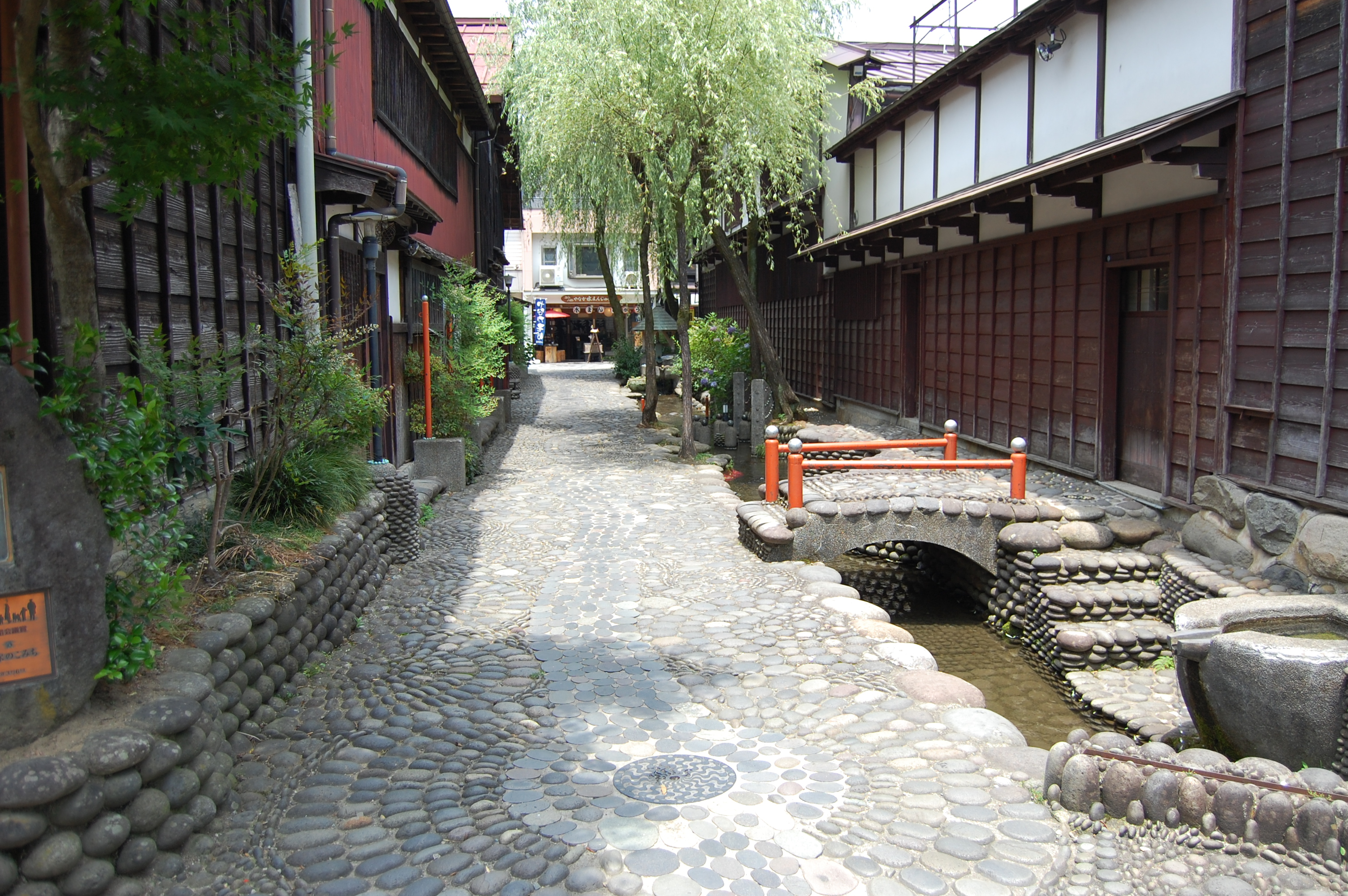
Sentier de Yanakamizu à Gujō (Gifu)
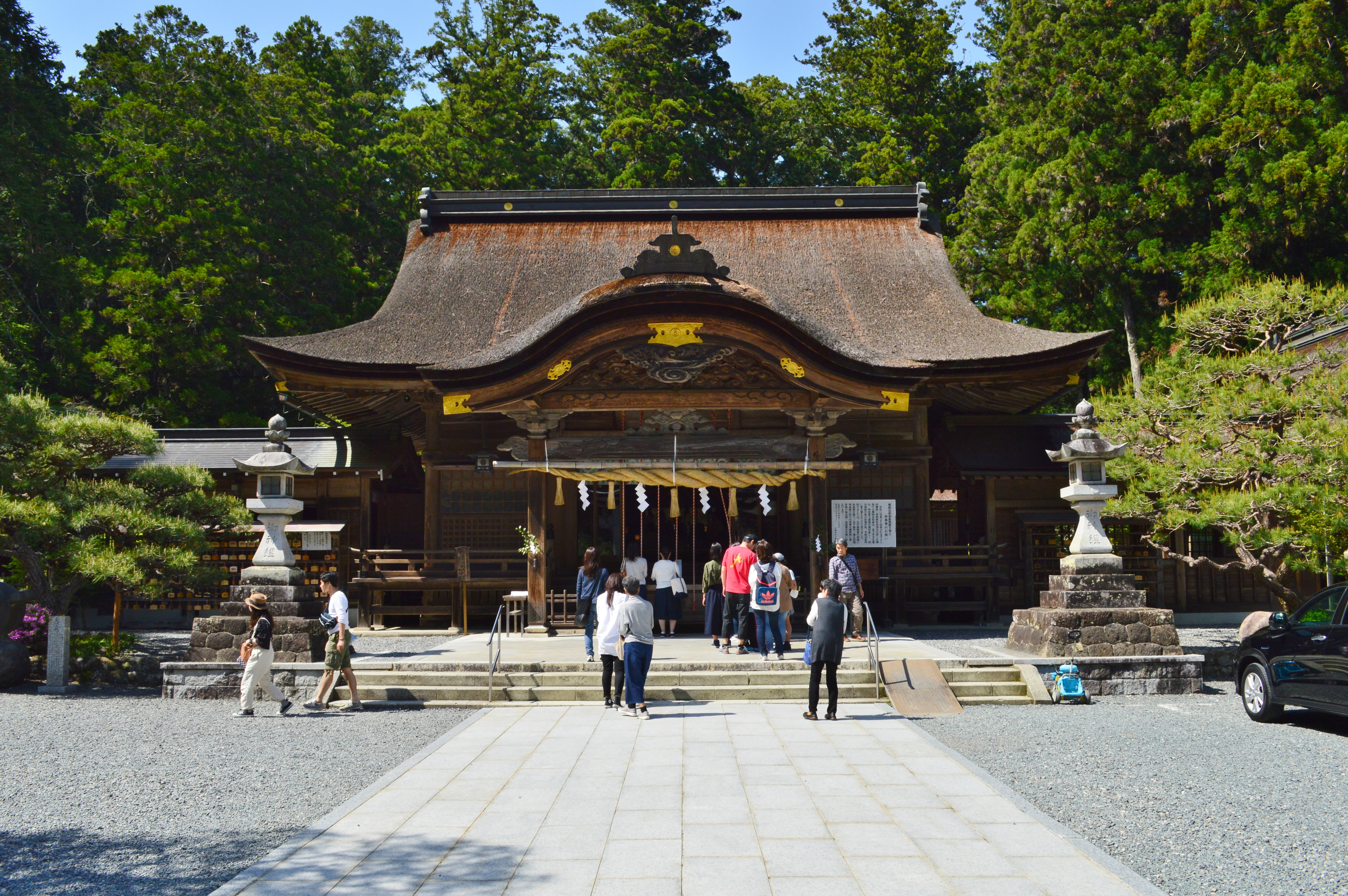
Sanctuaire Okuni-jinja à Mori (Shizuoka)
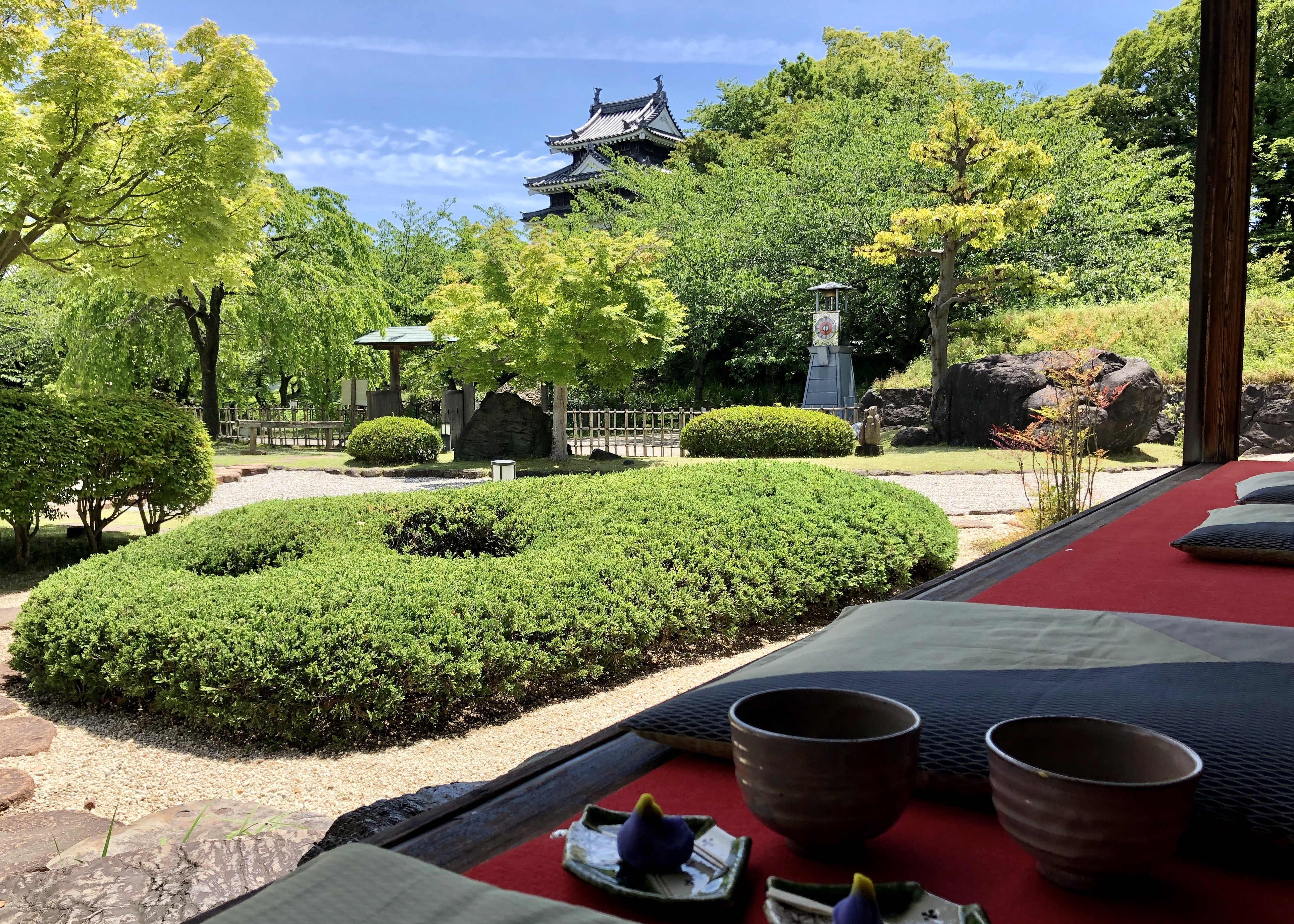
Parc historique de Nishio à Nishio (Aichi)
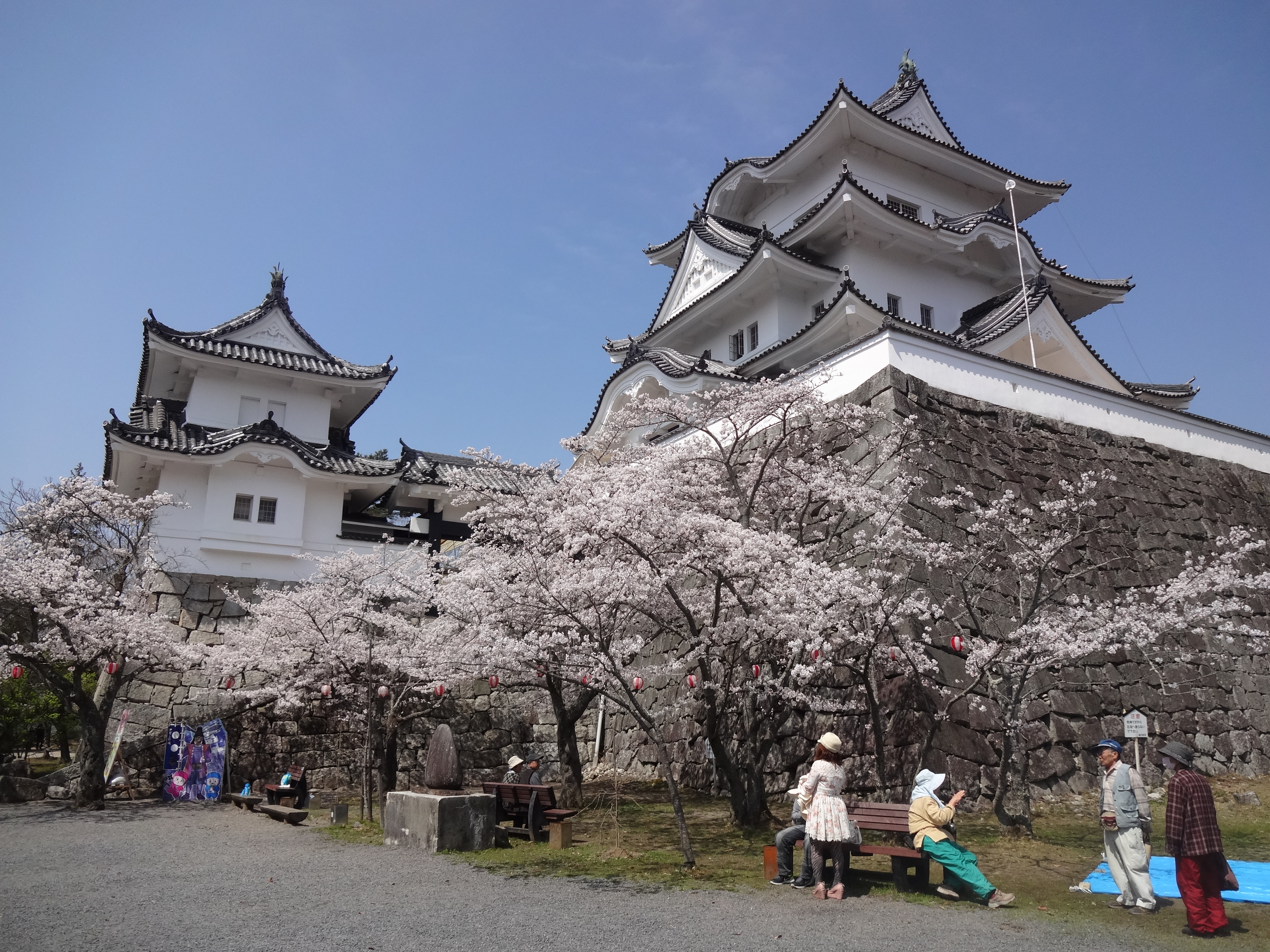
Château d'Iga Ueno à Iga (Mie)
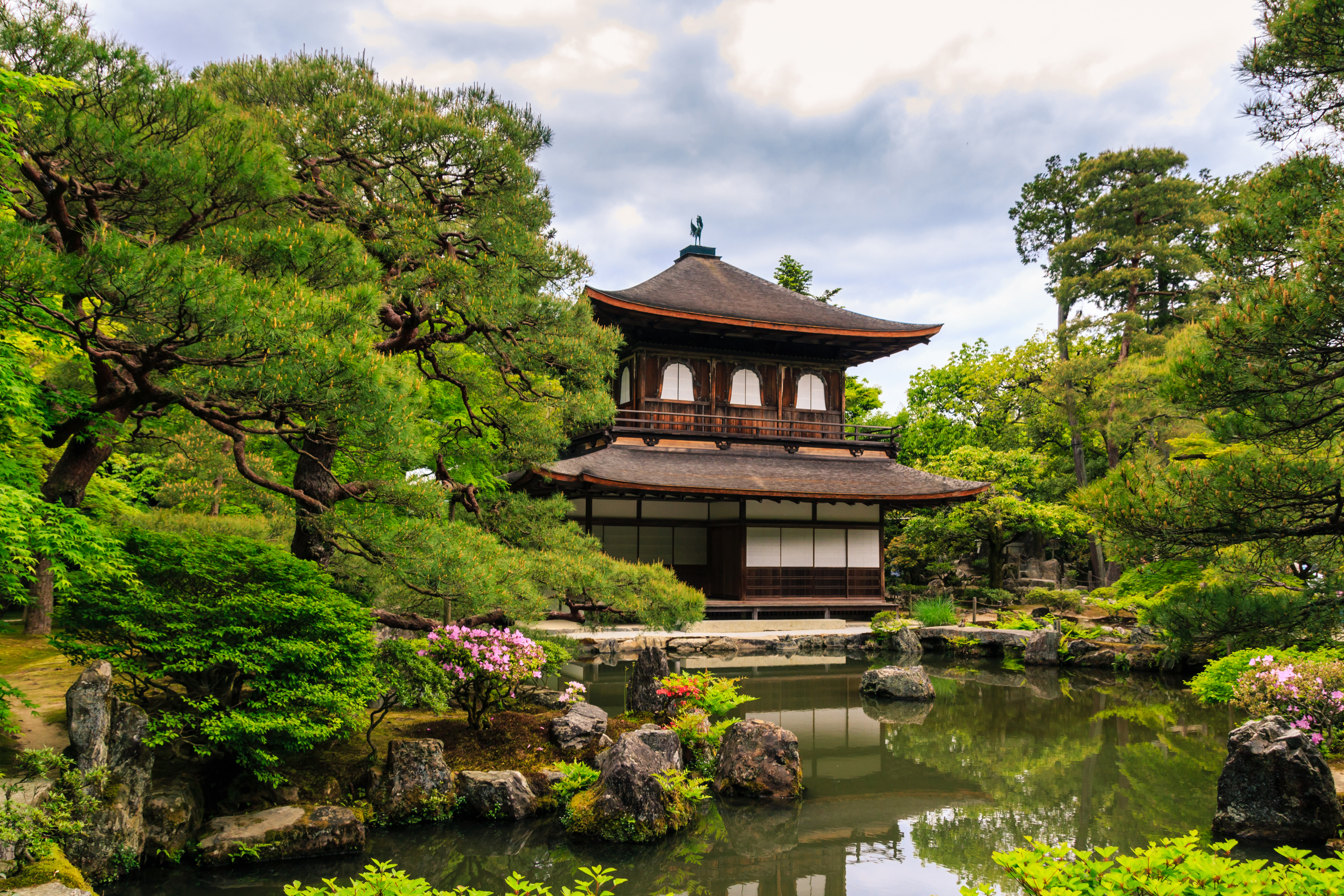
Temple Ginkaku-ji à Kyōto (Kyōto)
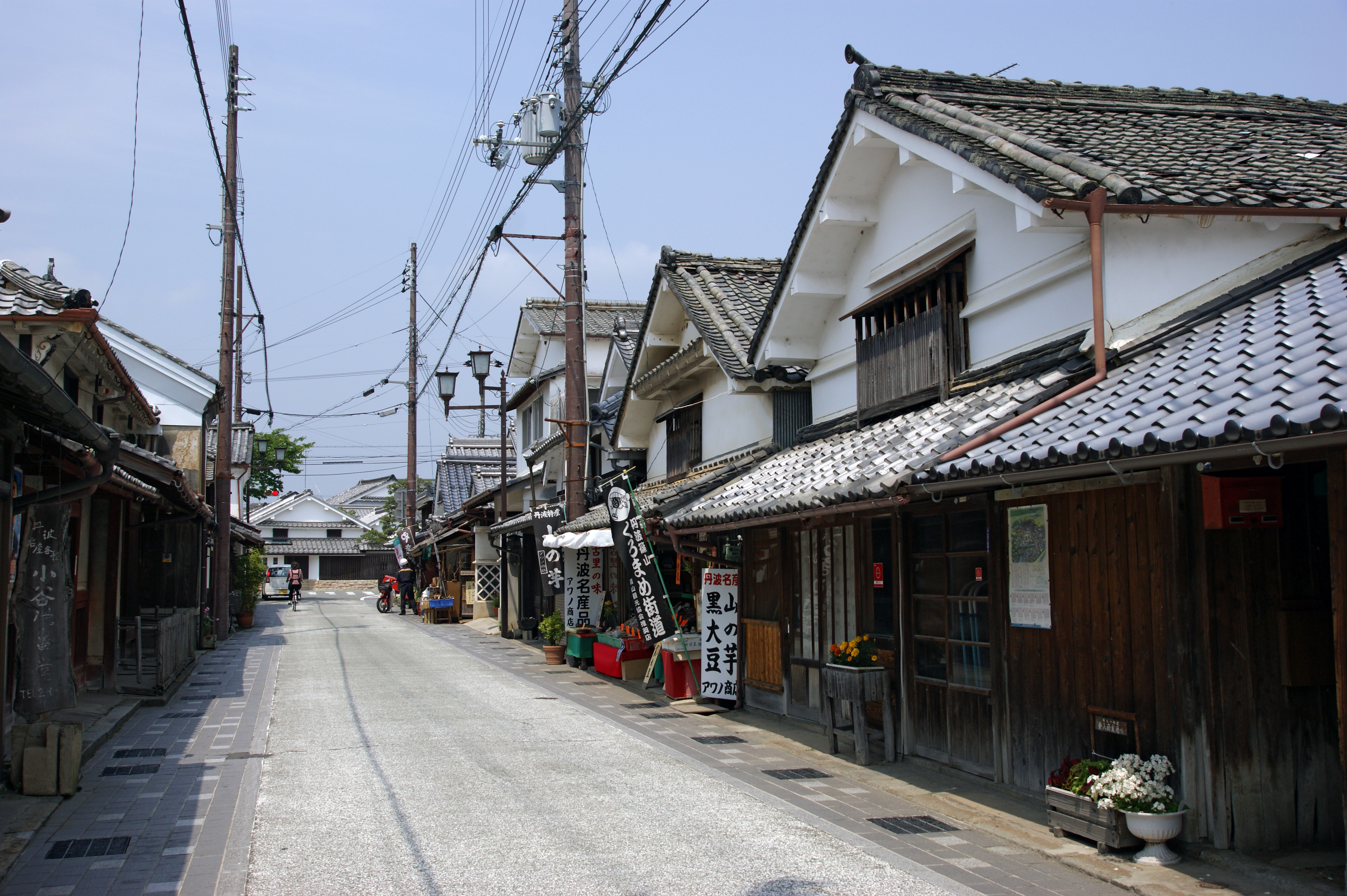
Quartier historique de Kawara-machi à Tanba-Sasayama (Hyōgo)
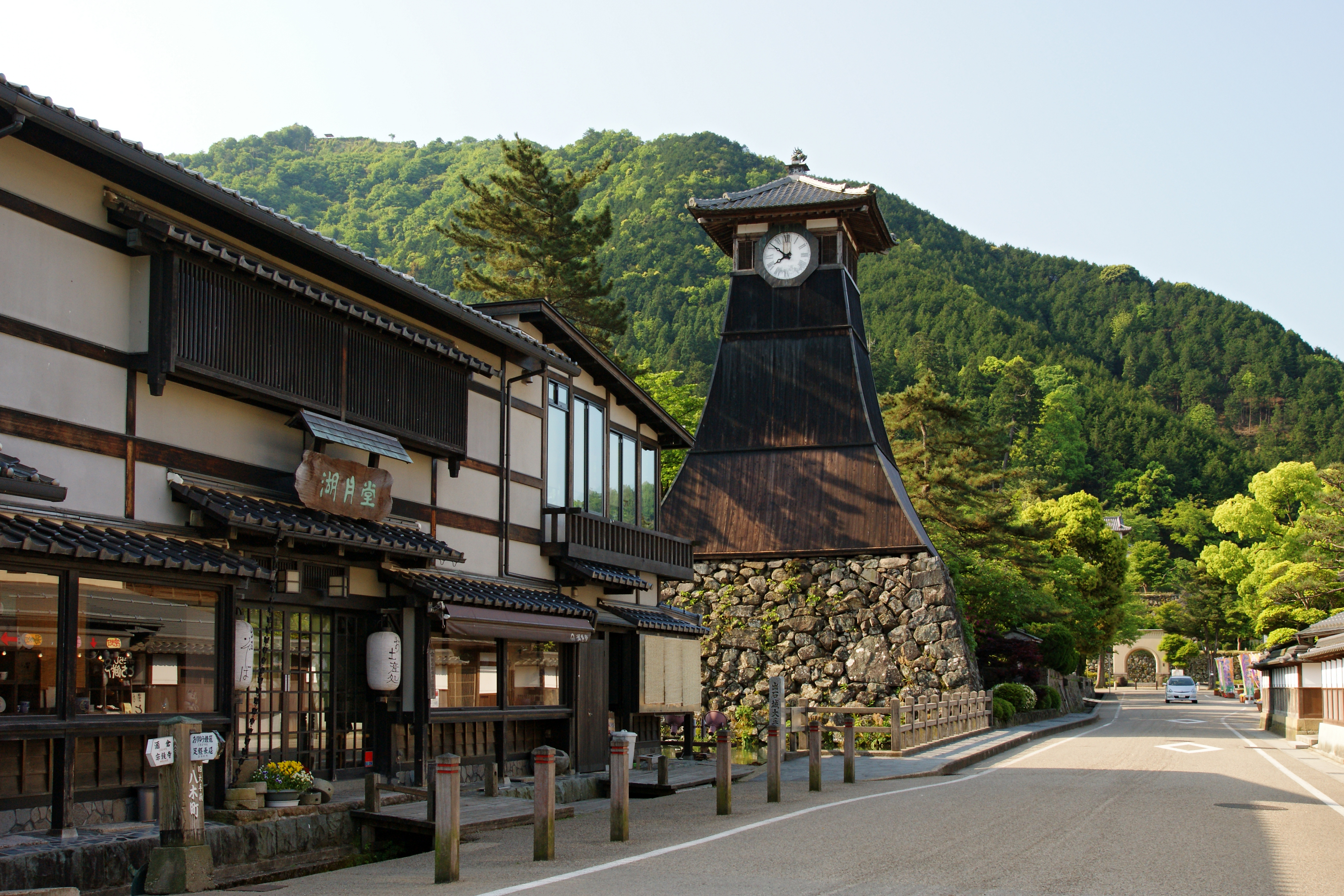
Horloge Shinkorō et quartier d'Izushi à Toyooka (Hyōgo)
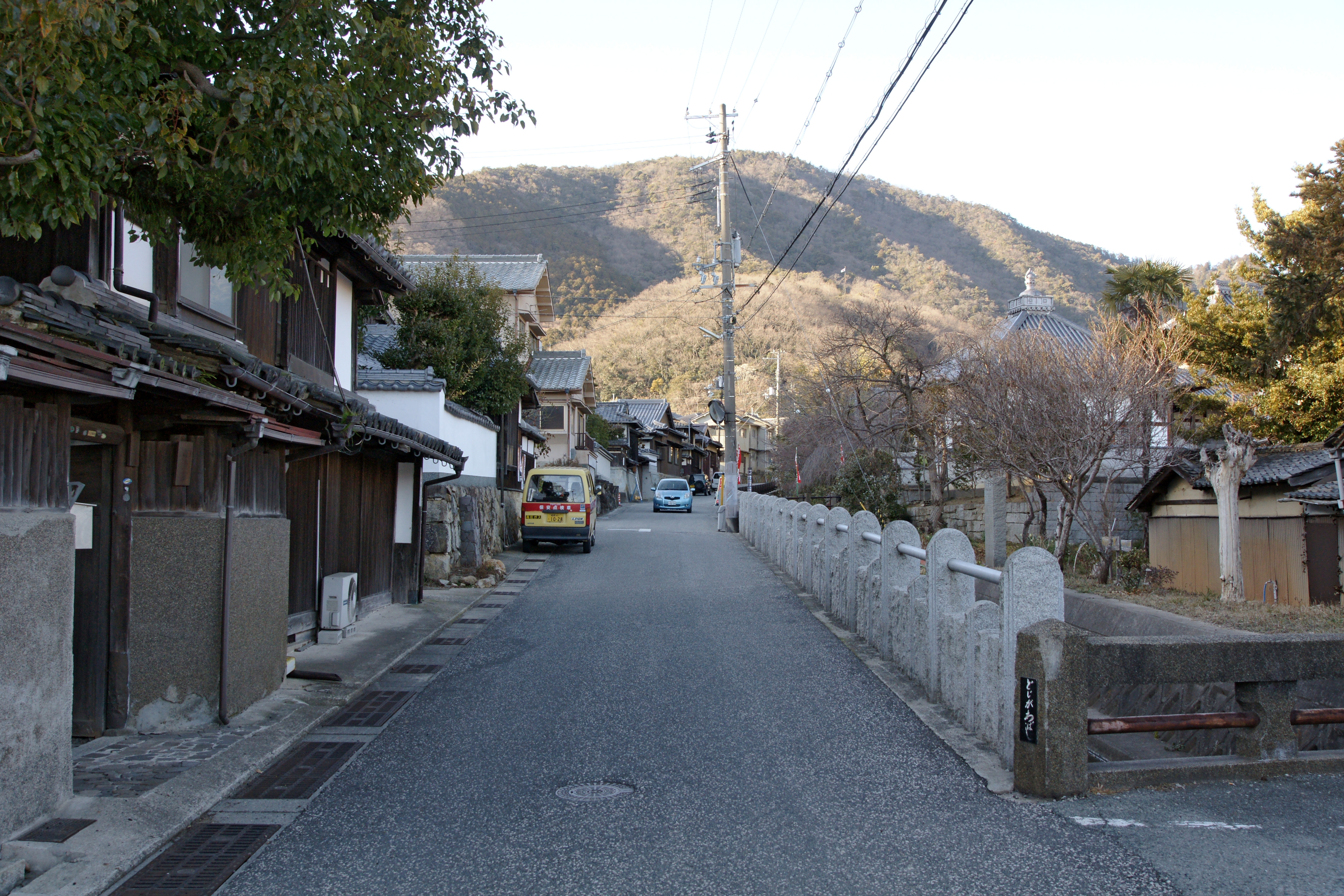
Ville du château de Tatsuno (Hyōgo)
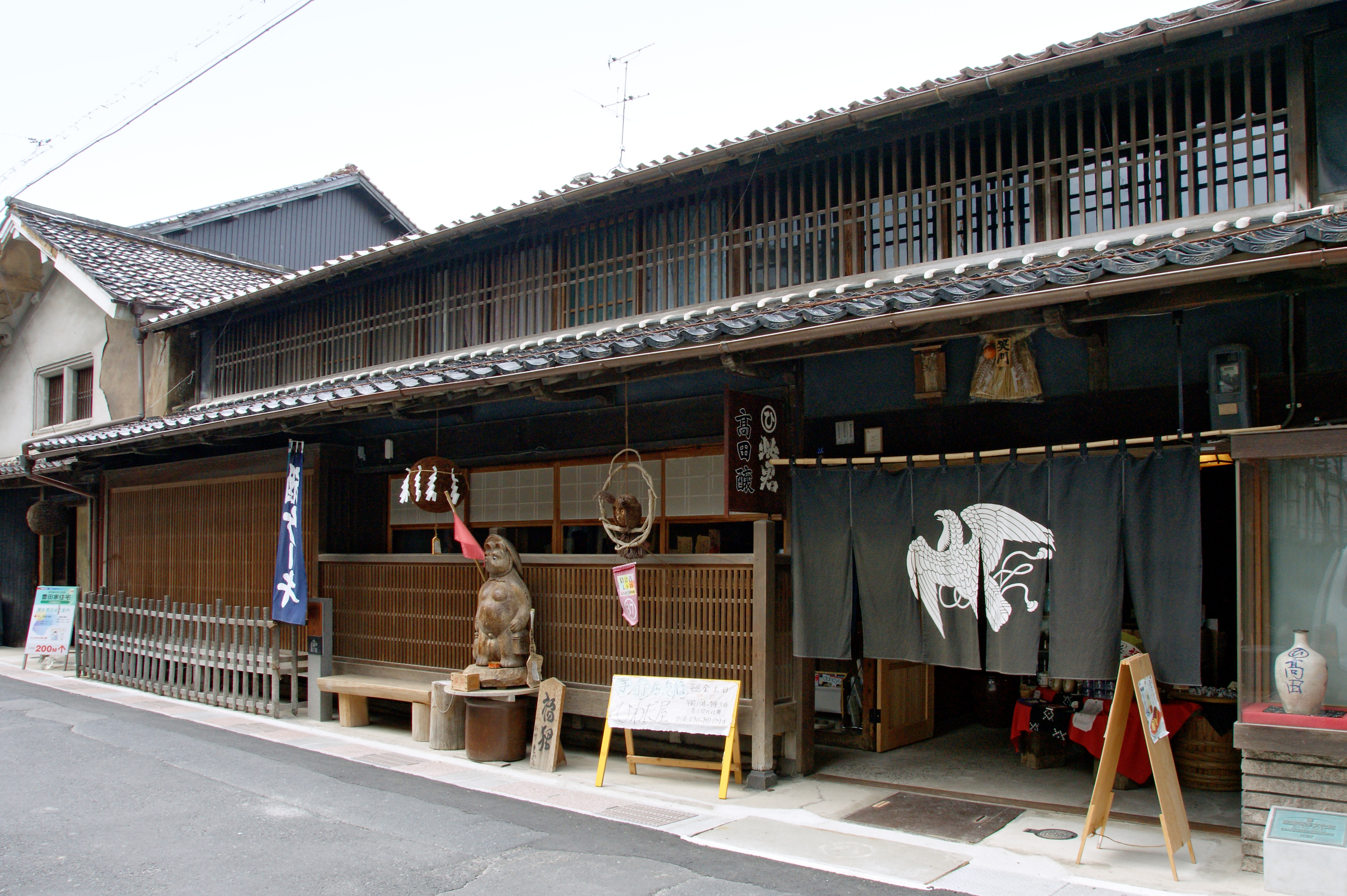
Brasserie Takada dans le quartier historique d'Utsubuki Tamagawa à Kurayoshi (Tottori)
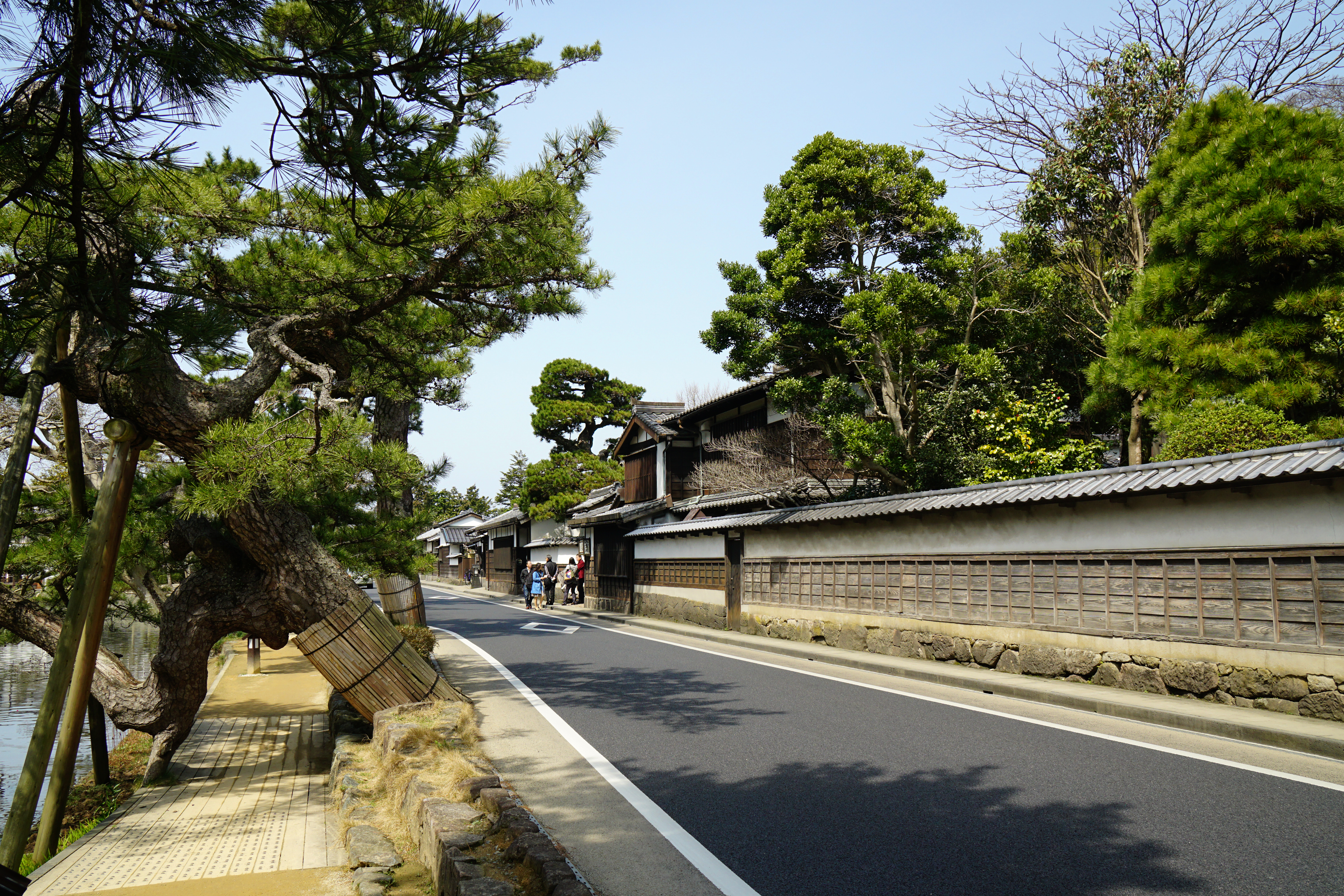
Quartier historique de Shiominawate à Matsue (Shimane)
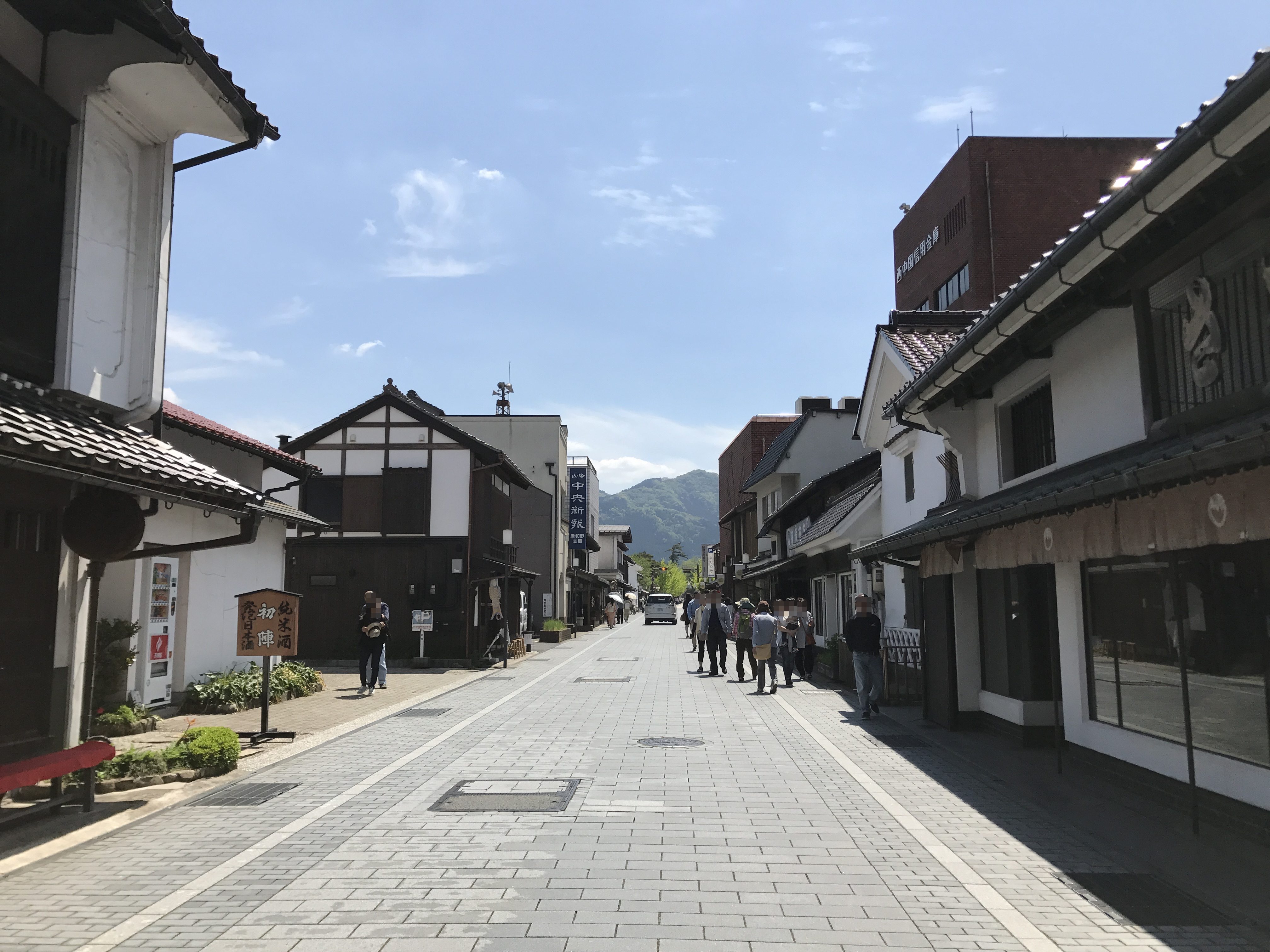
Quartier historique à Tsuwano（Shimane）
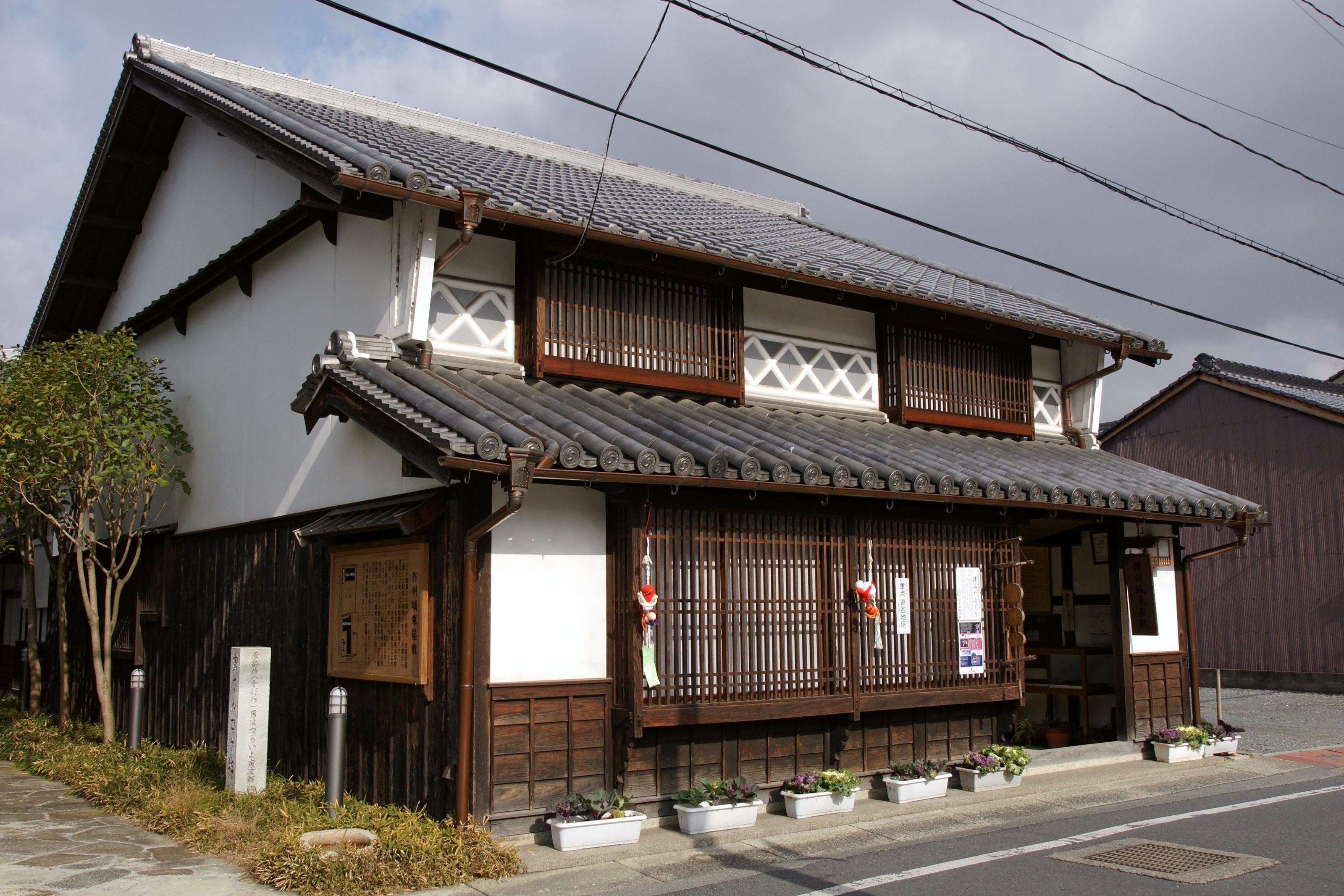
Maison Sakushū Jōtō Yashiki dans le quartier historique de Jōtō à Tsuyama (Okayama)
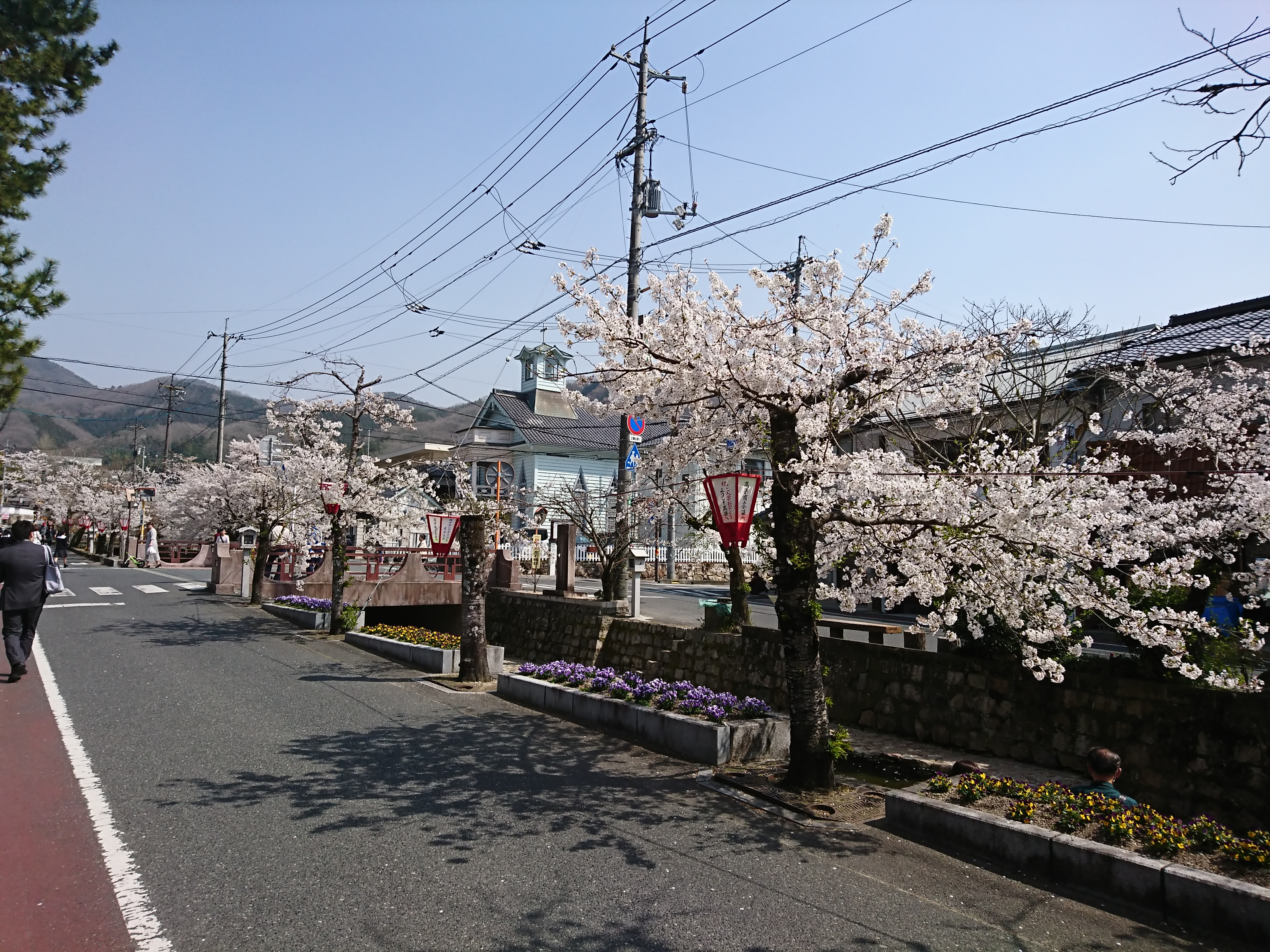
Allée de cerisiers bordant la rivière Kōya à Takahashi (Okayama)
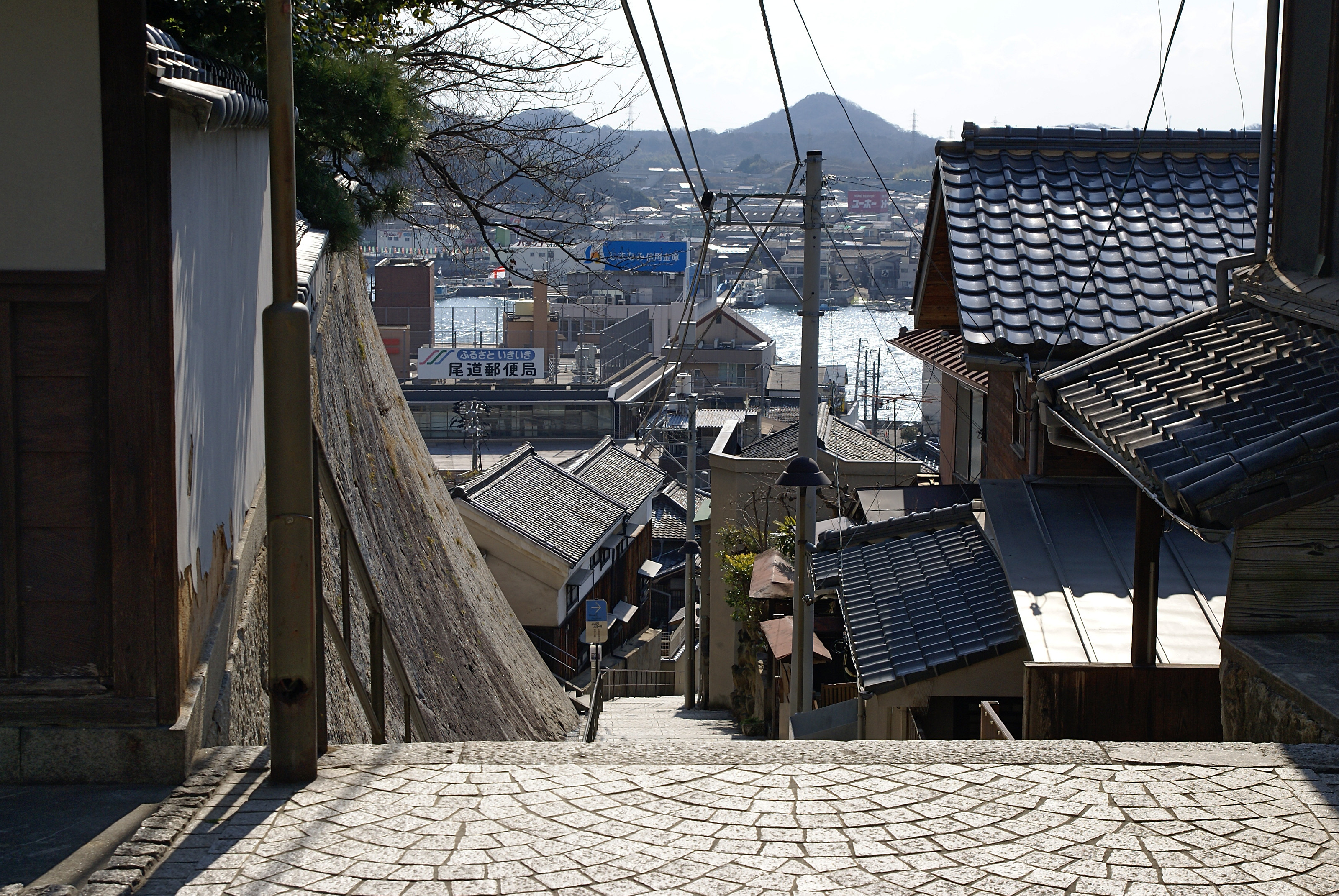
Pente à Onomichi (Hiroshima)
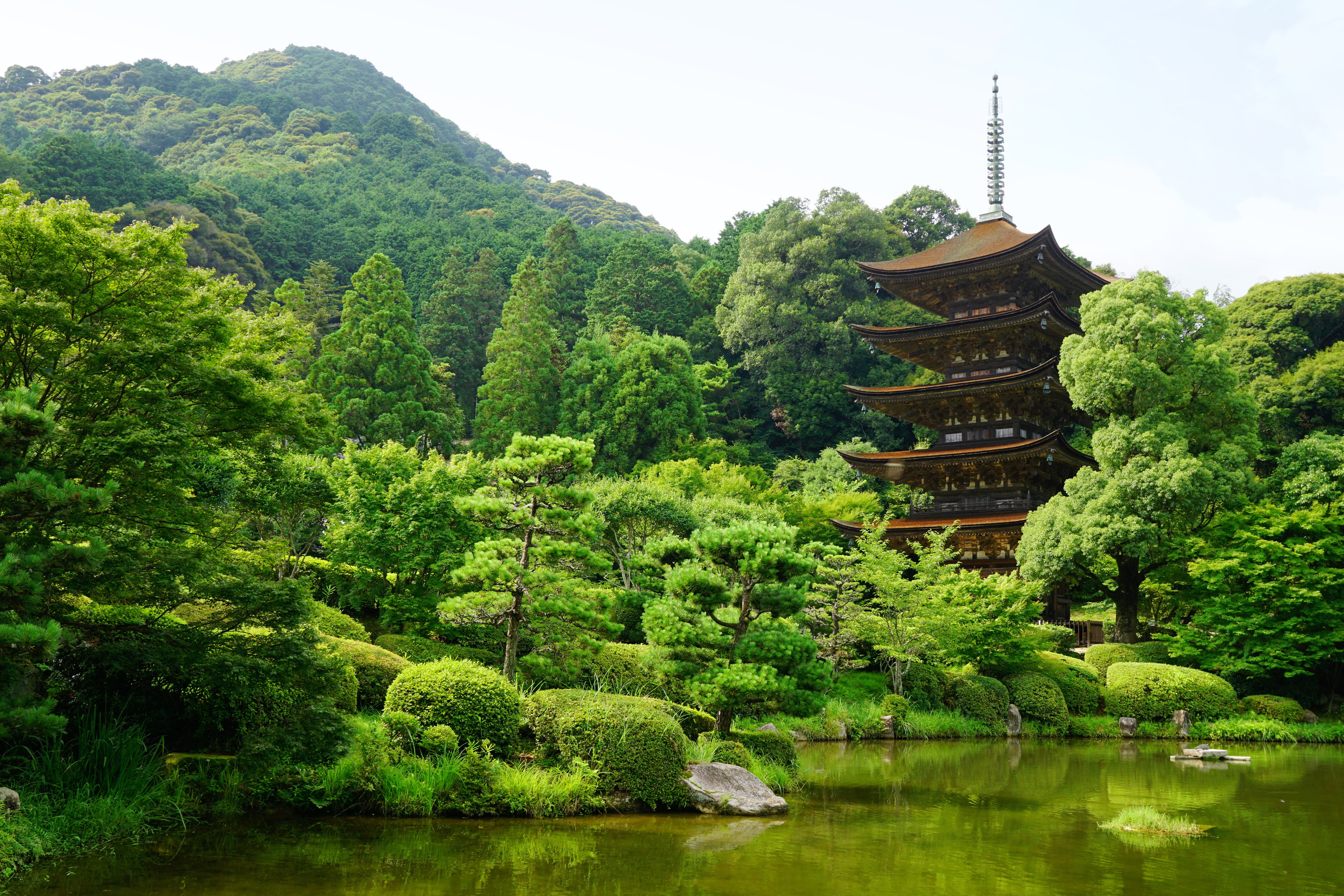
Temple Rurikō-ji à Yamaguchi (Yamaguchi)
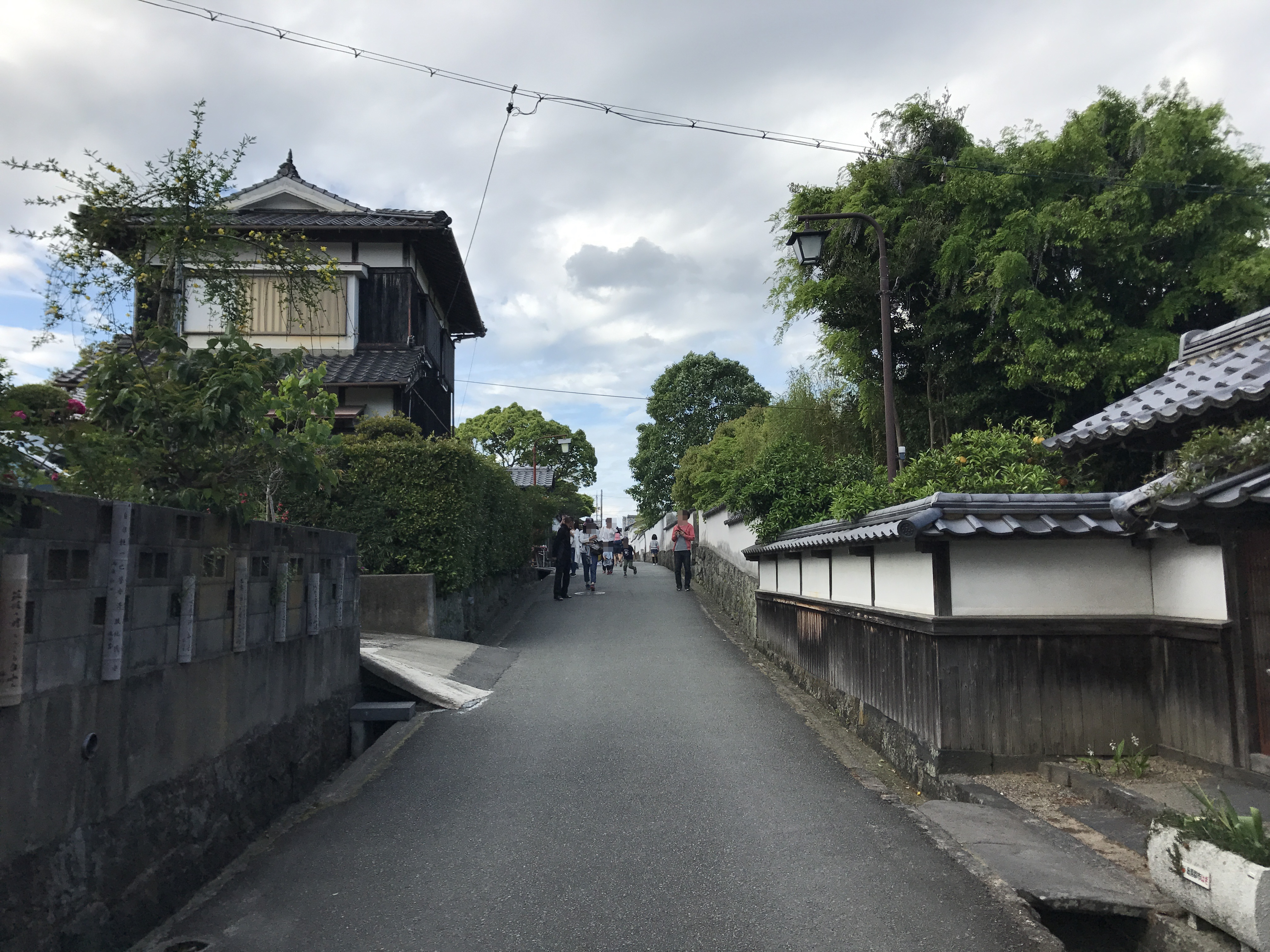
Rue Kikuya à Hagi (Yamaguchi)
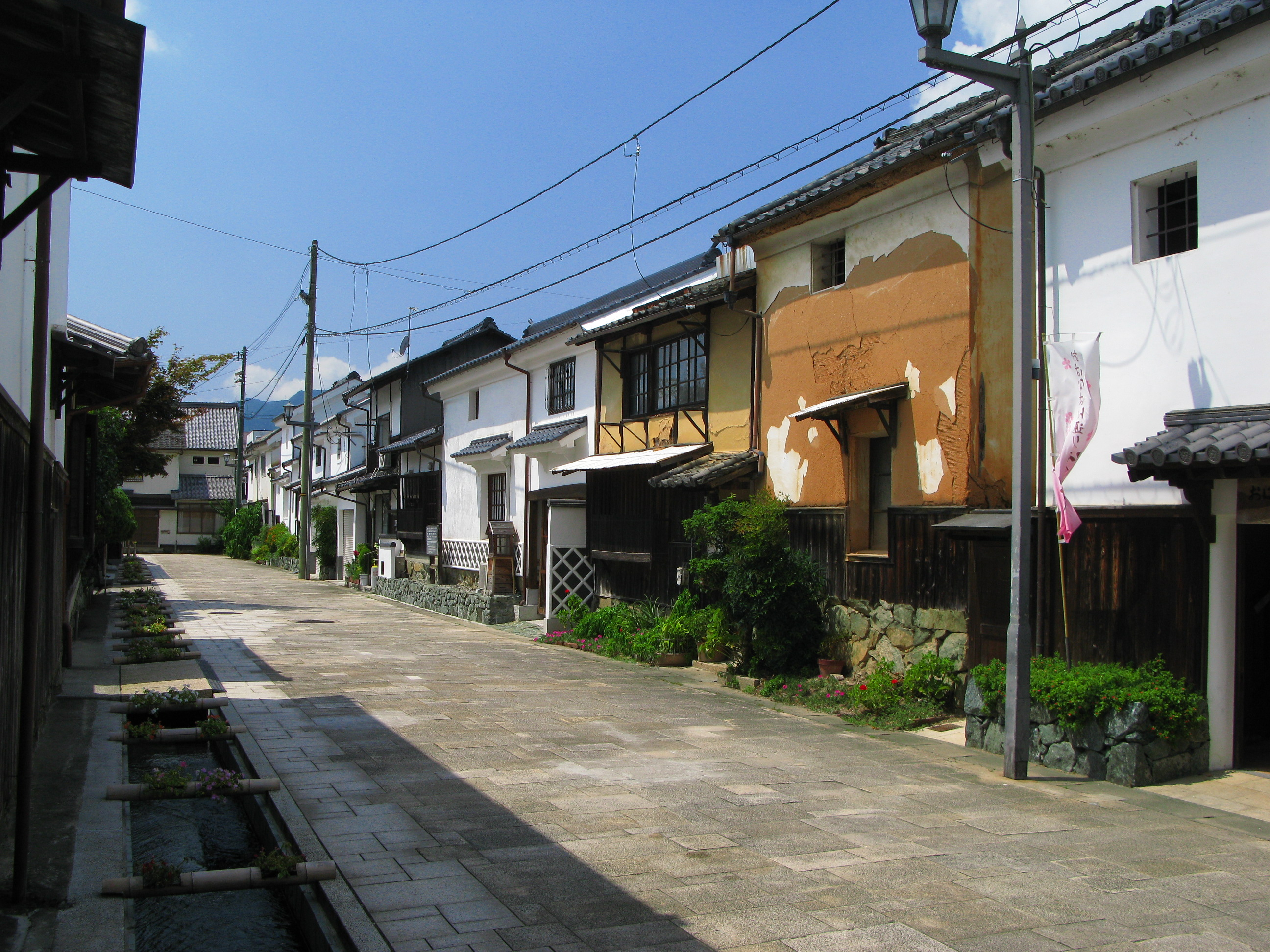
Rue Ohanahan à Ōzu (Ehime)
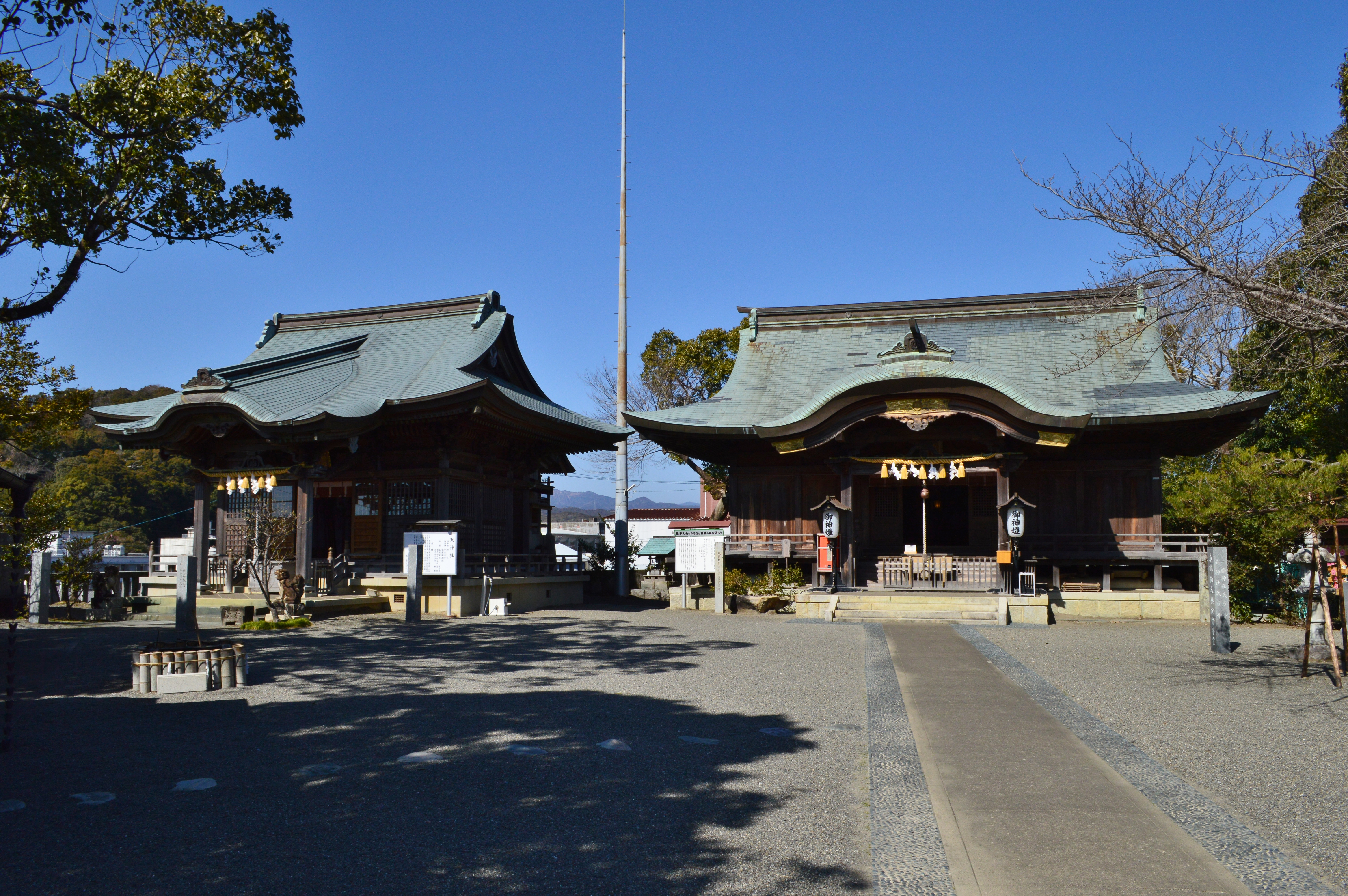
Sanctuaire Ichijō-jinja à Shimanto (Kōchi)
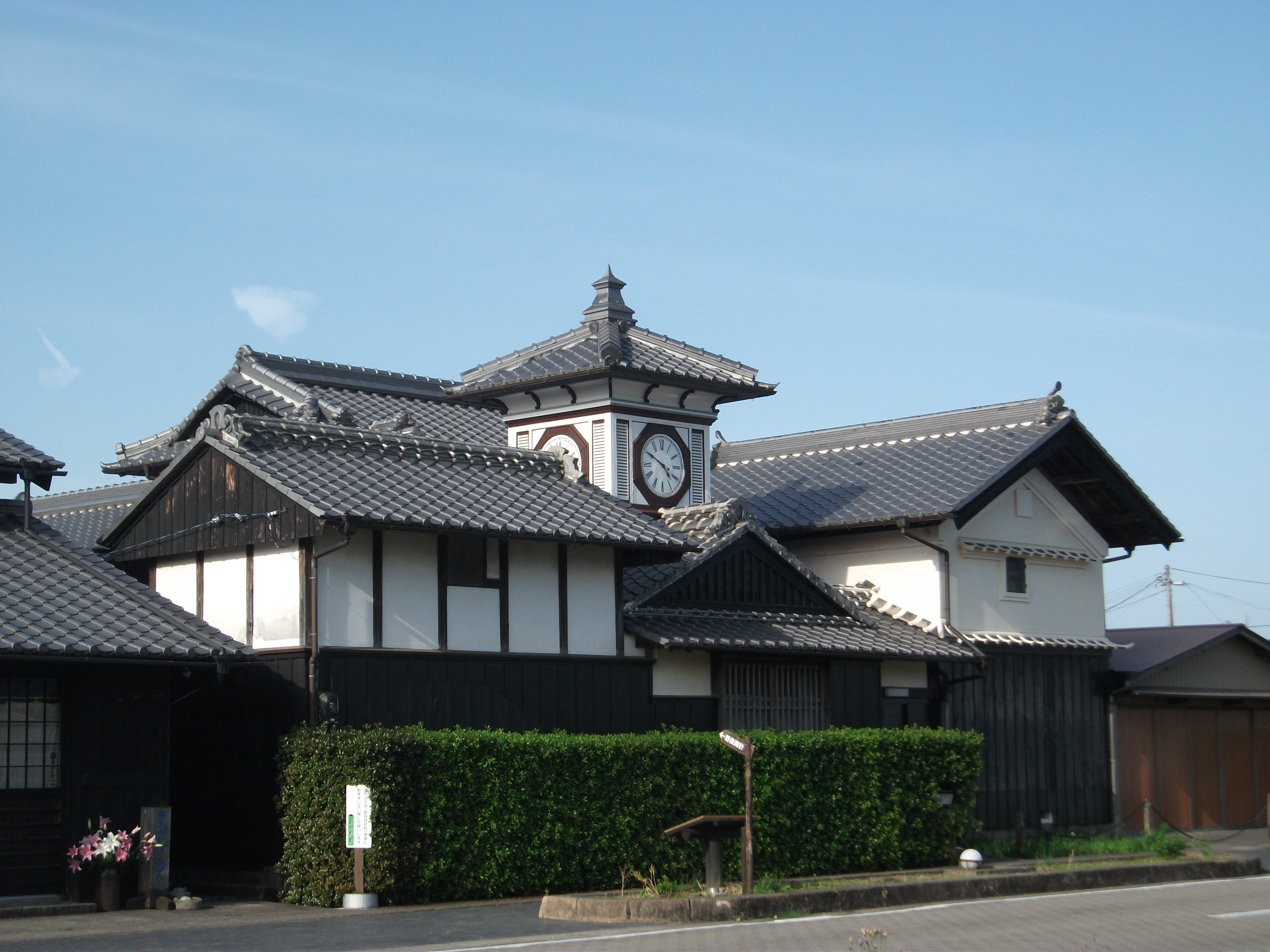
Horloge Nora à Aki (Kōchi)
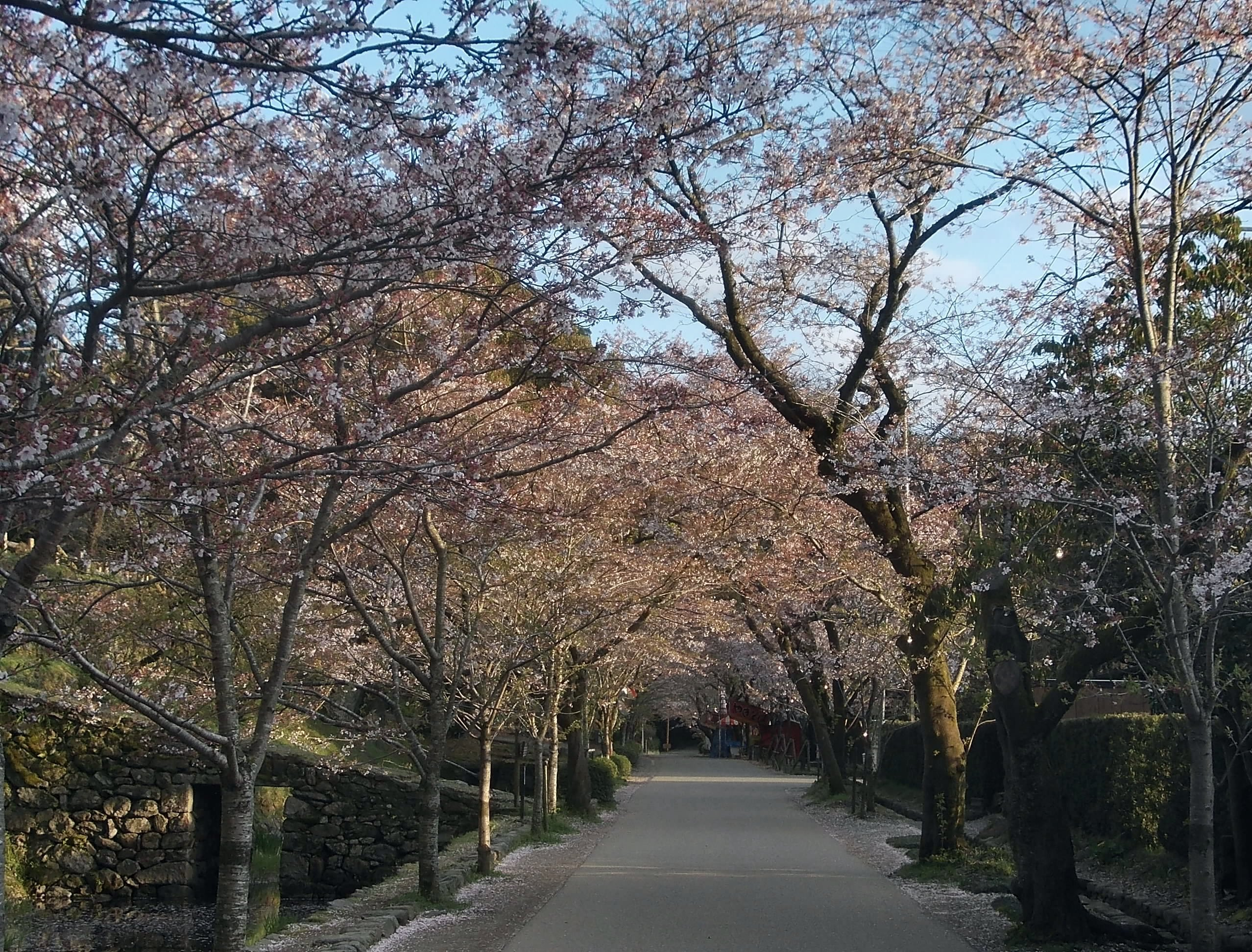
Cerisier du quartier d’Akizuki à Asagura (Fukuoka)
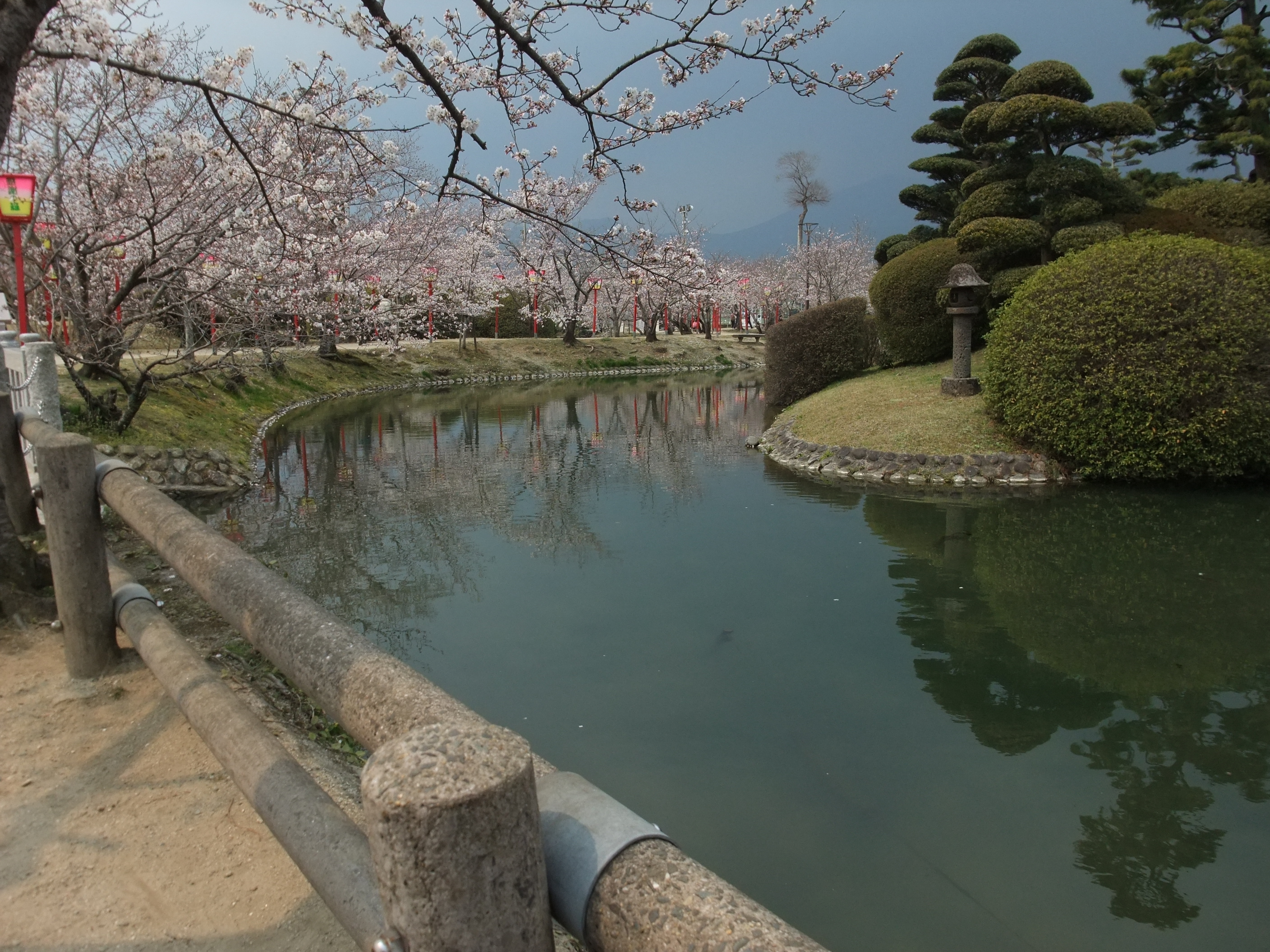
Parc Ogi à Ogi (Saga)
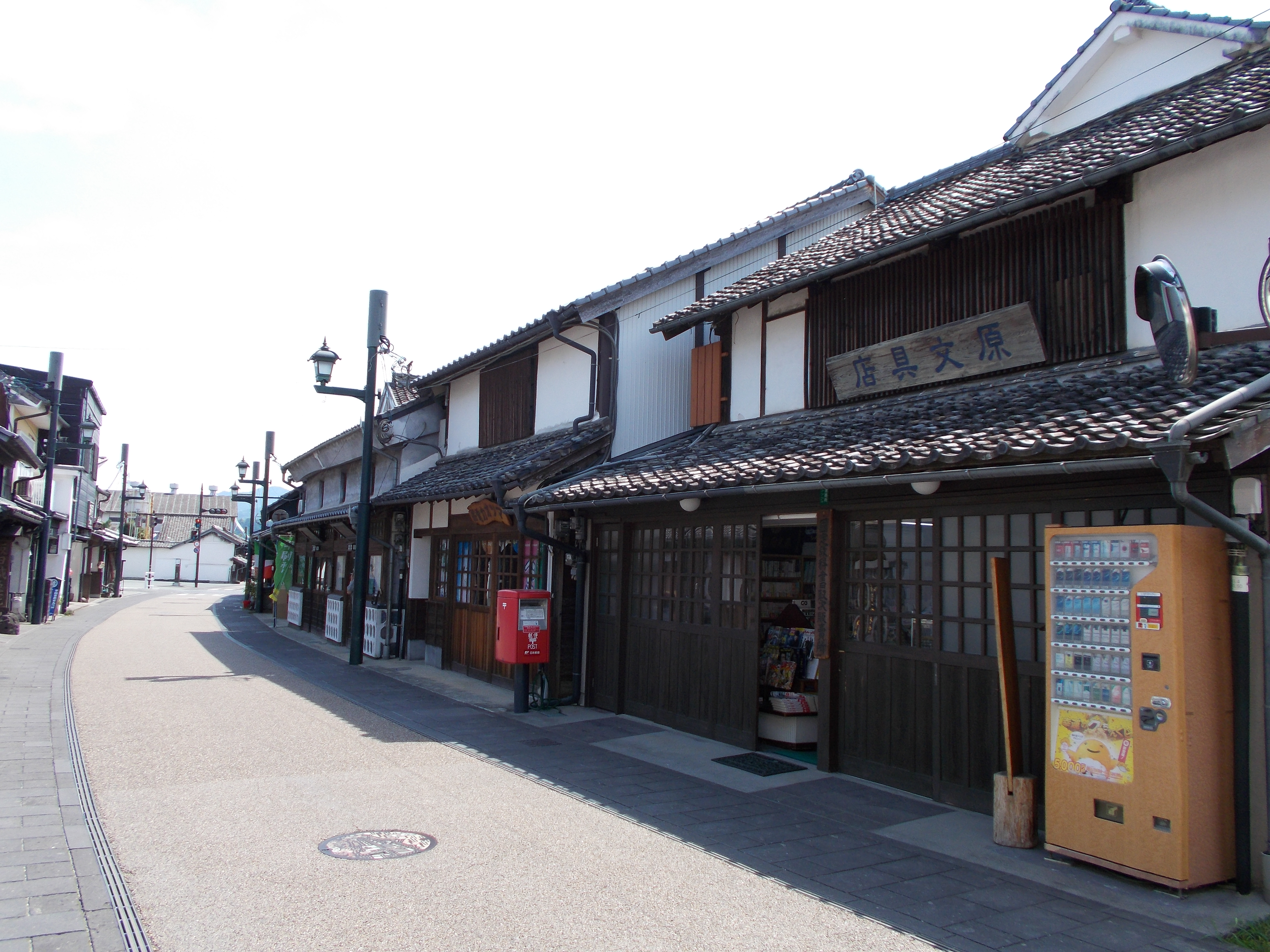
Yamaga-juku, station de la route de Satsuma-kaidō à Yamaga (Kumamoto)
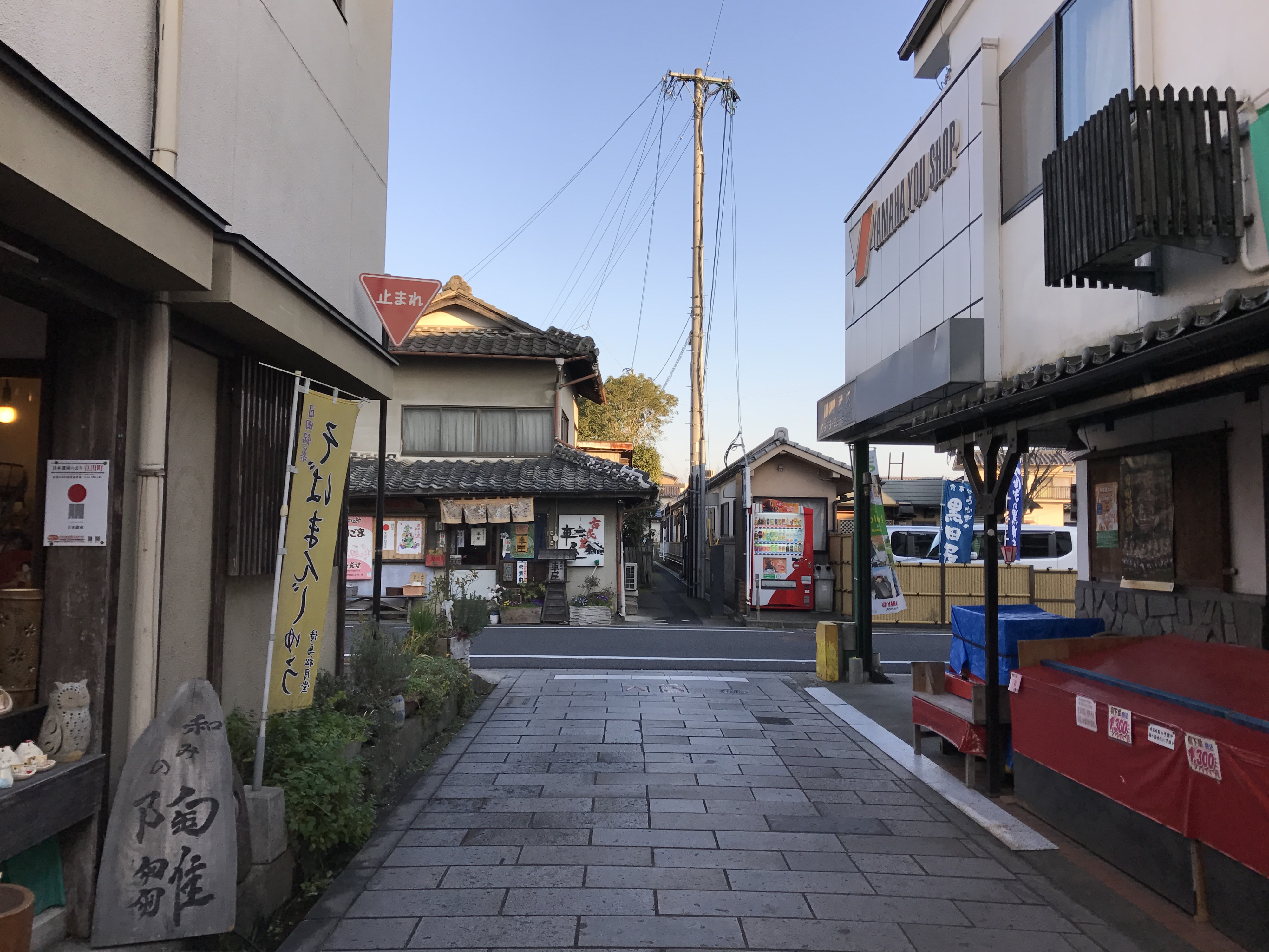
Quartier historique de Mameda-machi à Hita (Ōita)
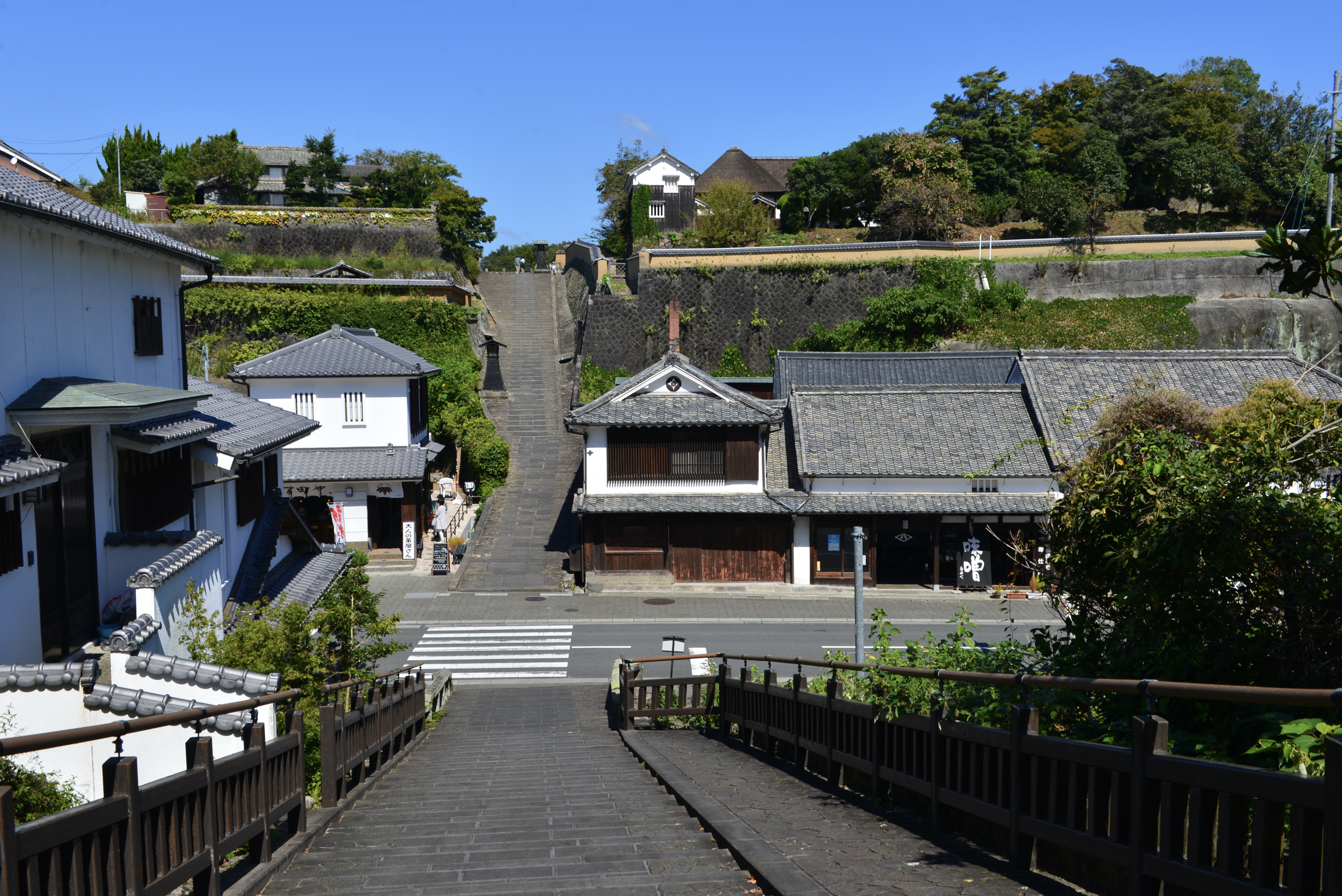
Pentes de Shio-ya (premier plan) et de Su-ya (arrière plan) à Kitsuki (Ōita)
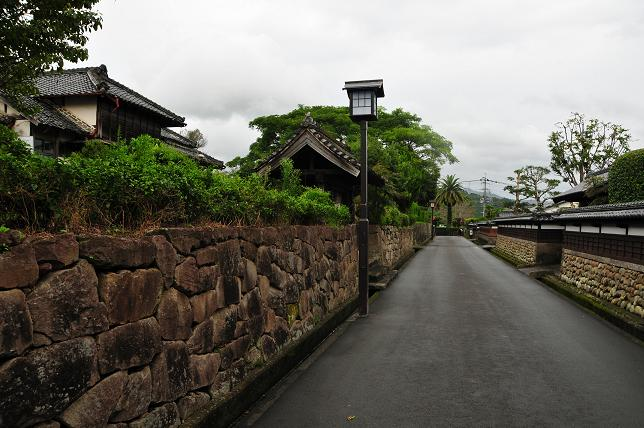
Ville du château d'Obi à Nichinan (Miyazaki)
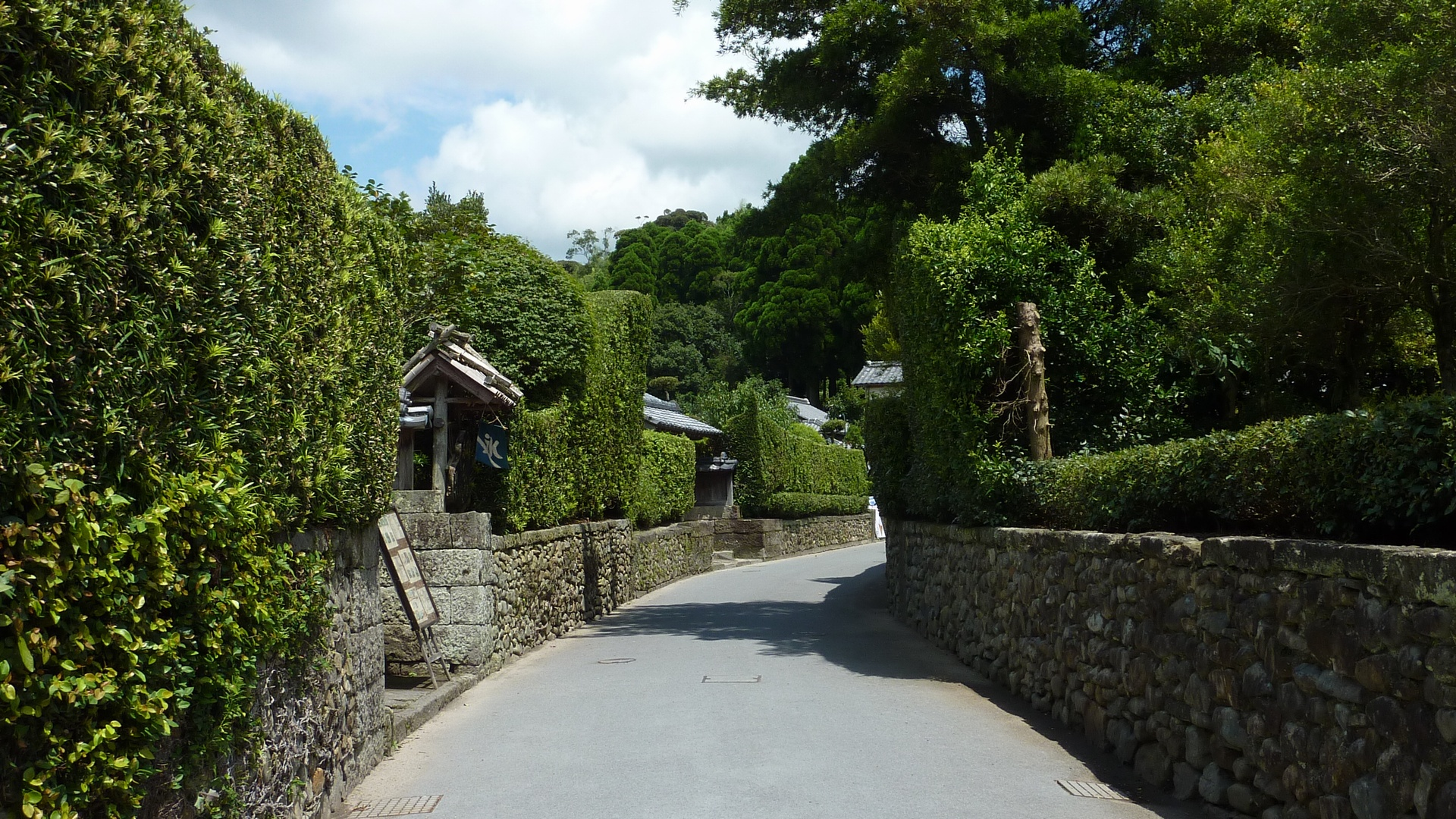
Quartier de Chiran à Minamikyūshū (Kagoshima)